# Aubange
Cet article possède un paronyme, voir Aubagne.
Aubange (luxembourgeois : Éibeng/Ibéng, wallon : Åbindje, allemand : Ibingen) est une ville francophone de Belgique située en Région wallonne, dans la province de Luxembourg. Elle tient son nom du village d'Aubange qui est une localité en faisant partie ainsi qu'une des quatre sections de la commune.
C'est la troisième ville la plus peuplée de la province avec 17 871 habitants au 1er janvier 2025 mais également l'une des plus petites en superficie avec 46,1 km2, ce qui lui confère, de loin, la plus grosse densité de population de la province, avec 388 habitants par kilomètre carré, alors qu'elle reste une commune rurale.
Aubange est située en Lorraine belge et est à cheval sur la Gaume, de langue française et de patois gaumais, et le Pays d'Arlon (Arelerland), région où la langue vernaculaire traditionnelle est l'areler.
La ville a la particularité de se trouver le long de deux frontières belges : celle avec la France et celle avec le Grand-Duché de Luxembourg. Le tripoint transfrontalier se situe au sud-est de la commune, à Athus, jouxtant Mont-Saint-Martin (département de Meurthe-et-Moselle, France) et Rodange (canton d'Esch-sur-Alzette, Grand-Duché de Luxembourg).
Aubange est également l'une des 25 villes de l'agglomération transfrontalière du pôle européen de développement, une agglomération urbaine transfrontalière de 127 622 habitants (en 2012).

## Toponymie
On trouve déjà des traces du village en 1255 sous le nom d' Obengis. En 1683, cela devient Obanges, ou Obange. Ensuite la forme germanique Ubingen dont Aubange serait la traduction romande.

## Géographie

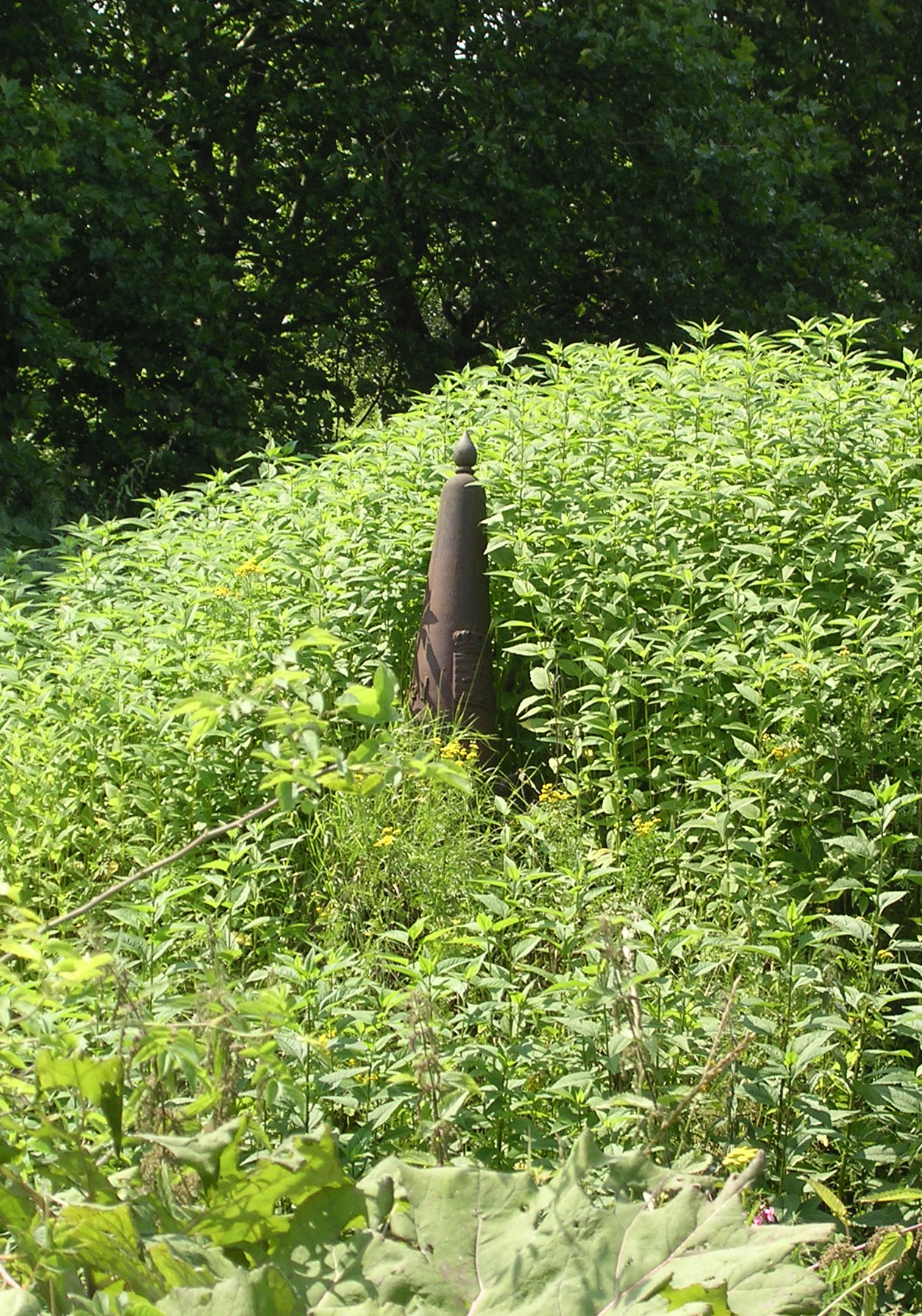
Le tripoint Belgique-France-Luxembourg se trouve à Athus, à l'extrémité est de la commune, jouxtant Mont-Saint-Martin (France) et Rodange (Grand-duché de Luxembourg).

### La ville d'Aubange

#### Situation
La ville est située à l'extrême sud est de la province de Luxembourg et est éloignée d'un peu plus de 200 kilomètres de la capitale du pays (Bruxelles) mais n'est pas la plus distante, cette dernière étant Rouvroy.
Cependant, elle est loin d'être isolée car son emplacement géographique aux trois frontières avec la France et le Luxembourg l'amène-t-à être au cœur de la Grande Région. Le tripoint transfrontalier se trouve au sud-est d'Athus, à l'extrémité est de la commune.
Le point le plus haut de son territoire se trouve juste à côté de Guerlange, au nord est de la commune, à quelques pas de la frontière luxembourgeoise, sur le lieu-dit Belleshecken, qui culmine à 388 mètres.

#### Sections et localités
La ville d'Aubange est divisée en quatre sections dont certaines comportent plusieurs localités. En Belgique, une section est normalement définie par les limites des anciennes communes d'avant la fusion de 1977. À cette date, les quatre (anciennes) communes d'Athus, d'Aubange, d'Halanzy et de Rachecourt créèrent donc la « nouvelle » (et actuelle) ville d'Aubange et leurs anciens territoires en devinrent les actuelles sections.
| # | Section    | Surf. (km²) | Habitants (2020) | Habitants par km² | Code INS |
| - | ---------- | ----------- | ---------------- | ----------------- | -------- |
| 1 | Aubange    | 8,10        | 4.510            | 557               | 81004A   |
| 2 | Athus      | 9,33        | 7.979            | 855               | 81004B   |
| 3 | Halanzy    | 20,06       | 3.927            | 196               | 81004C   |
| 4 | Rachecourt | 8,63        | 697              | 81                | 81004D   |

Localités:
- Athus (siège) : Guerlange, Noedelange
- Aubange
- Halanzy : Aix-sur-Cloie, Battincourt
- Rachecourt

#### Hydrographie
La ville est traversée par les principaux cours d'eau suivants : la Chiers, la Vire, la Messancy, la Batte et le Brüll ; tous font partie du bassin versant de la Meuse et ce en rive droite. Le cours d'eau au plus gros débit est la Chiers après son confluent avec la Messancy au sud d'Athus. Aucun cours d'eau n'est navigable sur le territoire de la ville.
On compte également plusieurs étangs, comme ceux de Battincourt et d'Athus, où l'on peut pratiquer la pêche.

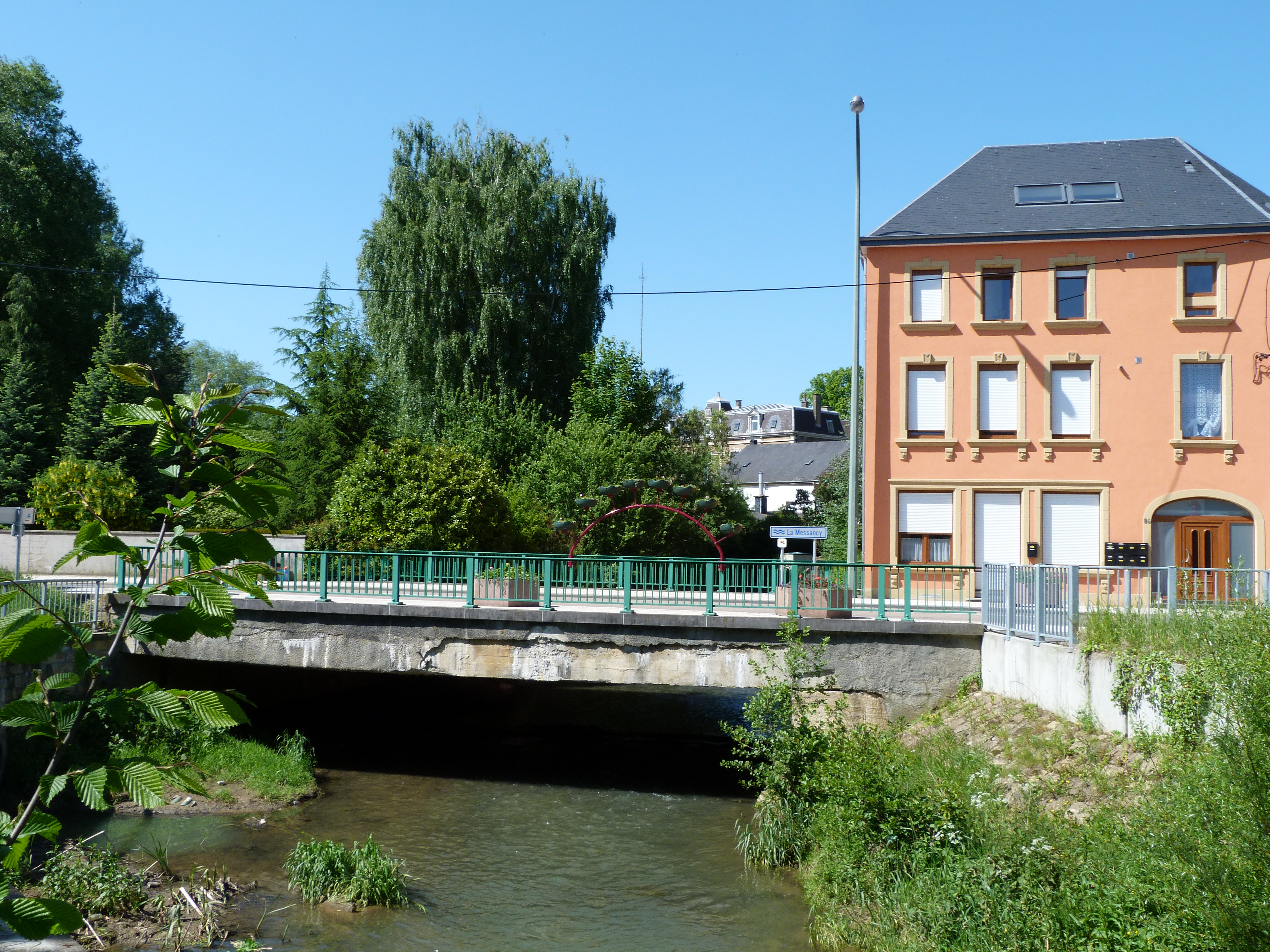
La Messancy, traversant Athus, est le plus gros des cours d'eau de la ville.
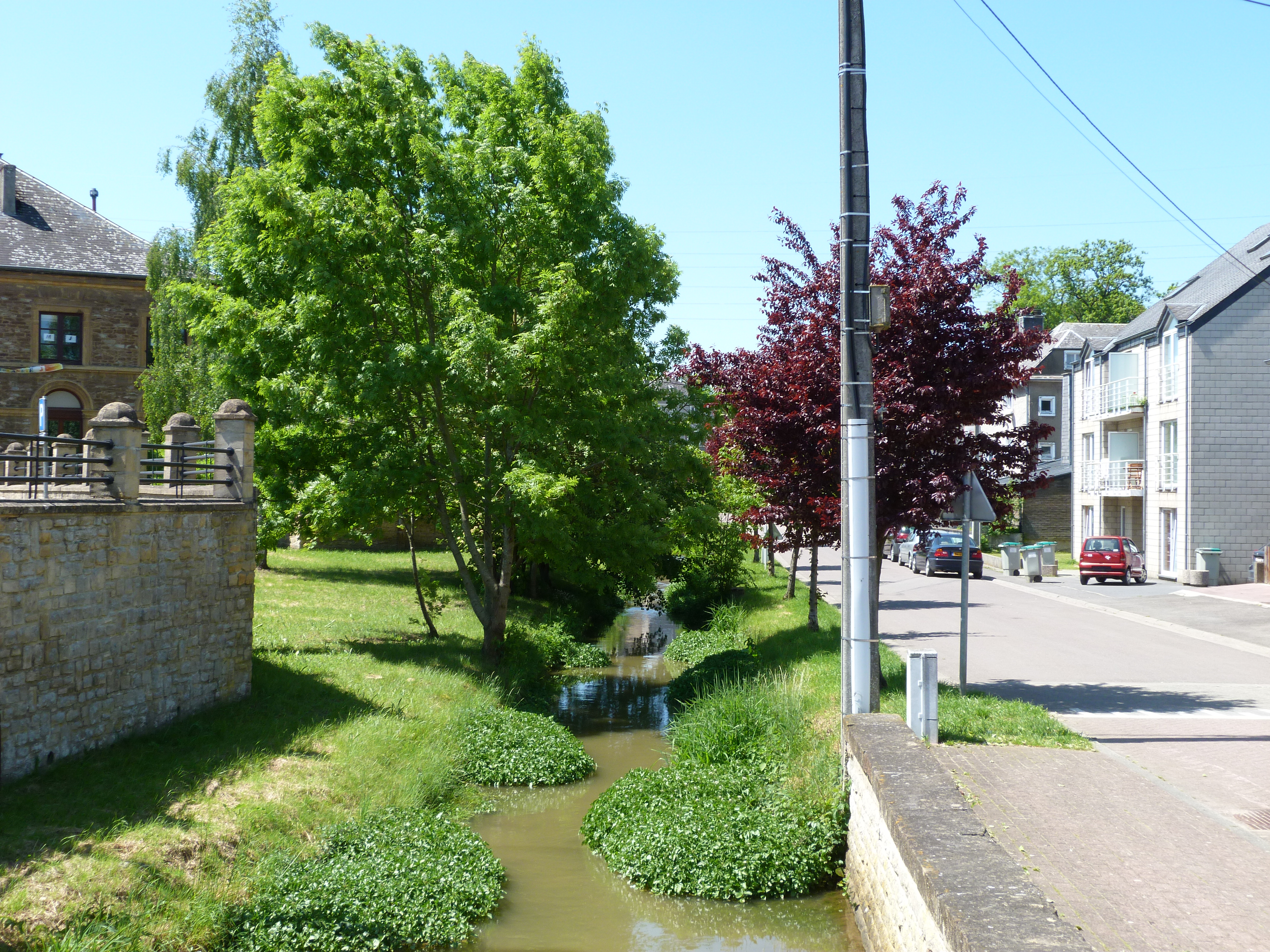
Le Brüll, derrière l'ancienne Maison communale d'Aubange
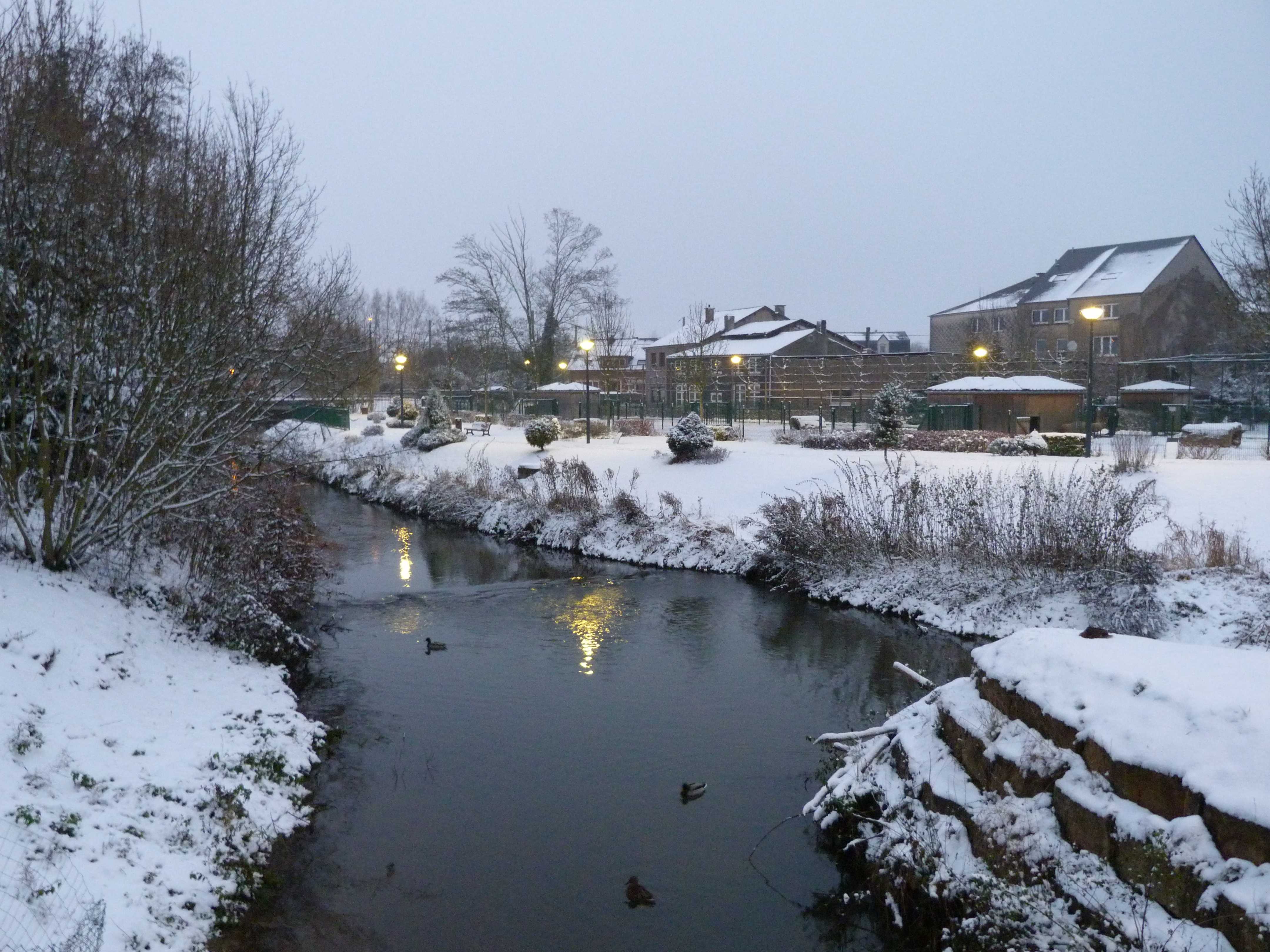
Ilot artificiel de la Messancy, dans le parc animalier d'Athus.

#### Justice
La ville d'Aubange fait partie de l'arrondissement judiciaire du Luxembourg et plus précisément du canton judiciaire d'Arlon-Messancy.

#### Sécurité et secours
La ville fait partie de la zone de police Sud-Luxembourg pour les services de police, ainsi que de la zone de secours Luxembourg pour les services de pompiers. Le numéro d'appel unique pour ces services est le 112.

### Le village d'Aubange
Le village d’Aubange est situé relativement au centre de la commune, plus précisément au croisement de deux routes nationales: la nationale 88 (entre Athus, Virton et Florenville) et la nationale 883, reliant Messancy à la frontière française (à Mont-Saint-Martin).
Il est traversé par le Brüll.

### La section d'Aubange
La section d'Aubange ne se compose que du village d'Aubange. Elle partage cette caractéristique avec la section de Rachecourt qui ne se compose que du village en lui-même. Les deux autres sections de la ville (Athus et Halanzy) regroupent, elles, plusieurs entités.
C'est la deuxième section de la ville par la population et la troisième par la superficie.

### Géologie
Aubange fait partie de la Lorraine belge, contenant les deux sous-régions de la Gaume et du Pays d'Arlon, seule région géologique du Jurassique (Ère secondaire) de Belgique. Elle est située entre la deuxième et la troisième cuesta de Lorraine (cuesta charmouthienne au nord et cuesta bajocienne au sud, cette dernière délimitant la frontière avec la France).

### Communes limitrophes
La ville est délimitée à l'est par la frontière luxembourgeoise et au sud par la frontière française.
Les communes limitrophes sont Messancy, Saint-Léger, Musson, Cosnes-et-Romain, Mont-Saint-Martin, Pétange et Käerjeng.
| Saint-Léger                | Messancy                    |                        |
| Musson                     | Aubange                     | Käerjeng ( Luxembourg) |
| Cosnes-et-Romain ( France) | Mont-Saint-Martin ( France) | Pétange ( Luxembourg)  |

## Démographie

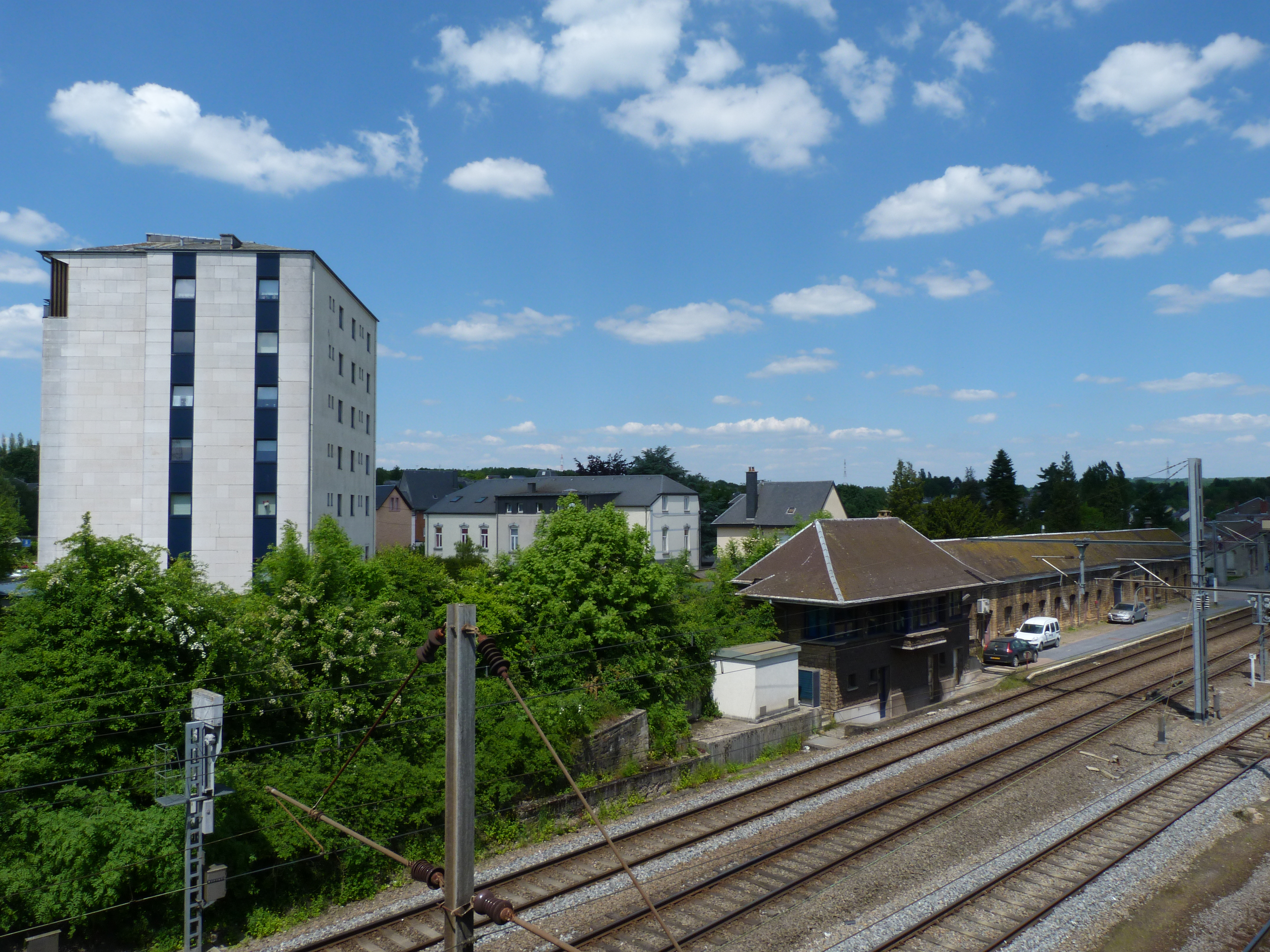
Une des particularités d'Aubange est que ce n'est pas la plus peuplée des localités de la ville. Celle-ci étant Athus (image), où siège d'ailleurs l'administration communale.

### La ville d'Aubange
Elle comptait, au 1er avril 2023, 17 700 habitants (8 777 hommes et 8 923 femmes), soit une densité de population de 375,42 habitants/km² pour une superficie totale de 45,60 km².
On dénombre également un total de 3 783 étrangers (registres de population et des étrangers confondus). Cela fait d'elle la troisième ville de la province de Luxembourg par la population, derrière Arlon (environ 28 000) et Marche-en-Famenne (environ 17 000). La population aubangeoise est en grande partie composée de travailleurs frontaliers pour le Luxembourg. Une importante présence d'immigrés est à noter dans la ville et particulièrement dans la localité d'Athus. On compte notamment une minorité portugaise de plus en plus forte.
Aubange est également au cœur d'une agglomération urbaine transfrontalière d'environ 125 000 habitants: l'Agglomération transfrontalière du pôle européen de développement.

### Évolution démographique avant la fusion de 1977
- Source: DGS, 1831 à 1970=recensements population, 1976= habitants au 31 décembre
- 1878: Scission d'Athus (1035 habitants) érigé en commune à part entière

### Évolution démographique de la commune fusionnée
En tenant compte des anciennes communes entraînées dans la fusion de communes de 1977, on peut dresser l'évolution suivante :
- Source : DGS - Remarque: 1846 jusqu'à 1980=recensement; depuis 1990=nombre d'habitants chaque 1er janvier[4]

### Population par localité de la commune
Les différentes localités de la ville par nombre d'habitants au 1er janvier 2020 :
- Aix-sur-Cloie: 560
- Athus: 7 757
- Aubange: 4 400
- Battincourt: 524
- Guerlange: 336
- Halanzy: 2 821
- Rachecourt: 694

### Le village d'Aubange
Le village d'Aubange en lui-même compte 4 006 habitants au 31 décembre 2012 dont 1 969 hommes, 2 037 femmes et parmi eux 818 étrangers.
Le graphique suivant représente l'évolution du nombre d'habitants dans le village d'Aubange depuis le premier recensement de la « nouvelle »  commune d'Aubange, soit en 1978:
On remarque sur ce graphique la chute de la population à partir de la fin des années 1970. Elle s'explique par le début de la crise de la sidérurgie dans le bassin lorrain, qui toucha durement Aubange et ses environs. En effet plusieurs usines sidérurgiques qui se trouvaient dans le voisinage d'Aubange durent fermer dans ces années là et notamment celle d'Athus et celle d'Halanzy. Cela entraina la fuite de bon nombre de travailleurs résidant auparavant dans le village. On remarque d'ailleurs la même tendance sur les données démographiques d'Athus et d'Halanzy mais aussi sur ceux de bien des villes et villages des alentours.

### Langues
Aubange est une ville francophone mais est cependant à cheval sur deux sous-régions linguistiques distinctes : la Gaume, où la langue vernaculaire est le gaumais, et le Pays d'Arlon (Arelerland) où l'on parle traditionnellement l’areler, un patois luxembourgeois. La « frontière » entre ces deux sous-régions linguistiques se situe entre Halanzy (Gaume) et Aix-sur-Cloie (Pays d'Arlon).
Cependant, ces langues sont de moins en moins parlées.

## Histoire

### Histoire de la commune d'Aubange

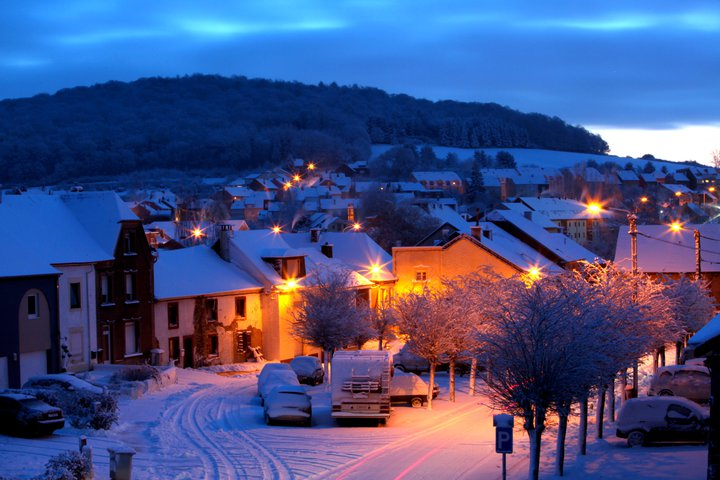
Athus est le plus ancien village de la ville. La Place Verte (ici en photo) en fut longtemps le centre.

Le plus ancien de villages composant la ville d'Aubange est Athus, qui fut fondé à l'époque romaine par des tribus germaniques s'agglomérant autour du Titelberg (aujourd'hui près de Rodange).
On sait que lors de la Révolution française de 1789, la commune d'Aubange existait déjà. Cependant peu d'informations existent sur l'origine de celle-ci bien qu'elle tire probablement sa naissance du systèmes des communes du Moyen Âge. La commune était composée au moins des villages d'Aubange et d'Athus. Cette dernière s'en séparera le 6 juin 1878 afin de devenir une commune indépendante.
Lors de la fusion des communes belges de 1977, la commune prendra sa forme actuelle en englobant avec Aubange, celles d'Athus, d'Halanzy et de Rachecourt. Le village de Guerlange quitta également la commune de Messancy pour Aubange. Le nom de commune d'Aubange fut choisi en fonction de l'histoire du village, surtout au Moyen Âge. En effet Aubange était la résidence des seigneurs d'Obange dans le Domaine du Clémarais, depuis 1373 (date de leur indépendance). Et bien que la plupart de services (y compris l'hôtel de ville) se trouve à Athus et que cette dernière soit la plus grande et la plus peuplée des localités de la commune, c'est le titre de commune d'Aubange qui fut choisi pour la « nouvelle » commune, en 1977.

### Statut de «ville» depuis 2018
La commune obtient le titre honorifique de ville, le 28 mars 2018 par le parlement wallon qui vota à l'unanimité (69 des 75 députés présents) pour la motion introduite à l'initiative d'une décision du conseil communal d'Aubange du 11 septembre 2017. Aubange devient la 13e des 44 (à l'époque) communes de la province de Luxembourg à recevoir ce titre.

### Histoire du village d'Aubange

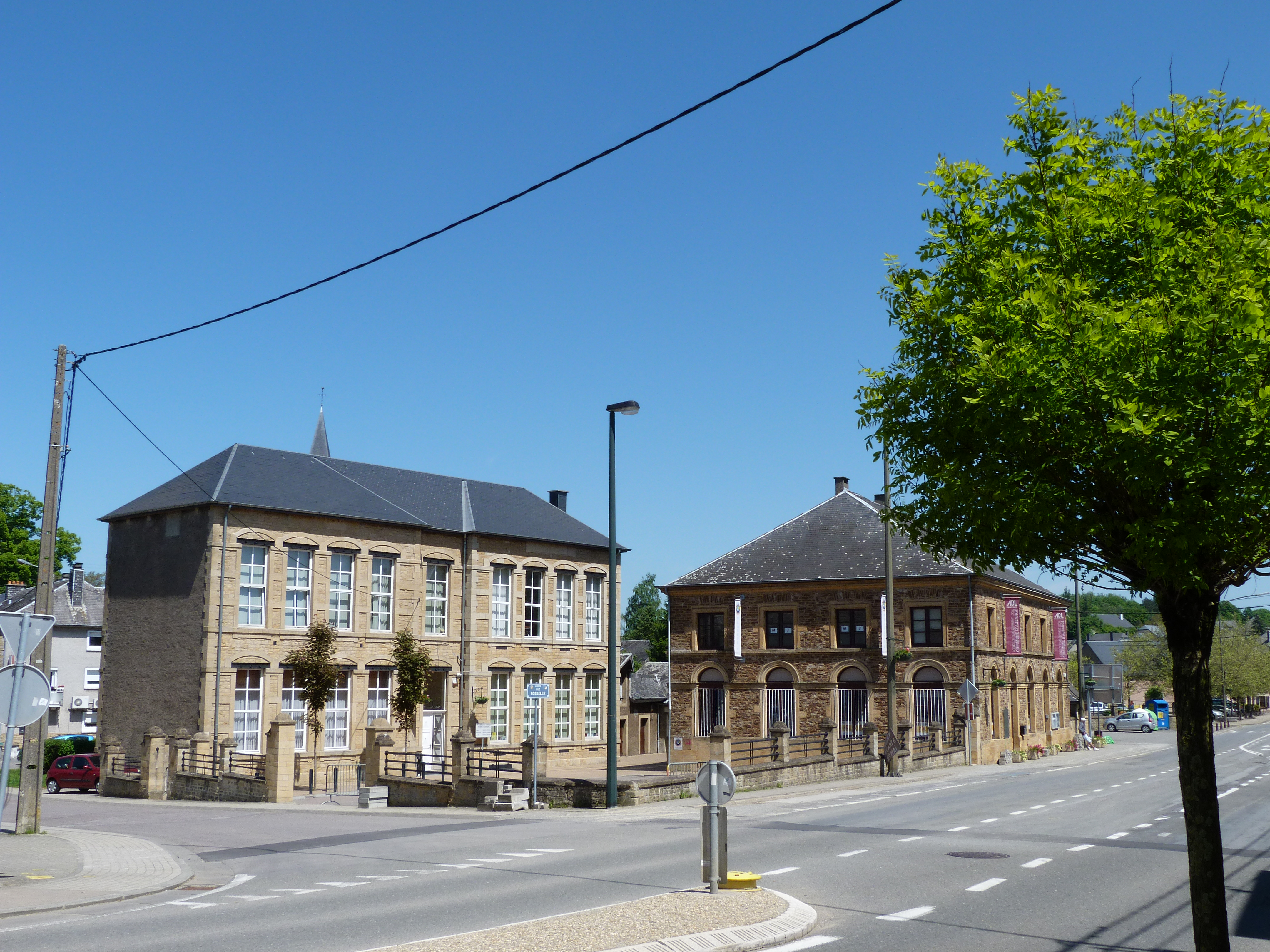
L'ancien hôtel de ville de la ville d'Aubange. Le bâtiment occupa ces fonctions jusqu'à la fusion des communes de Belgique en 1977, puis devint le CPAS et une bibliothèque. Aujourd'hui, l'hôtel de ville de la commune se trouve à Athus.

Les premières appellations du village remontent au XIIIe siècle, Aubange dépend alors de la seigneurie de Rodange, elle-même dépendante de la châtellenie de Longwy. Le nom du village proviendrait du nom de la famille s'étant installée à cet endroit, fondant les premières bâtisses du château du Clémarais.
En 1373, Aubange devient une seigneurie indépendante à la suite du rachat de certaines parcelles de la seigneurie de Rodange ainsi qu'à un mariage.
En 1422, est cité le premier seigneur de Clémarais, Jean de Mercy. La construction du château est alors terminée et les seigneurs de Clémarais commencent à étendre leurs terres.
En 1670, Louis XIV occupe toute la Lorraine et ordonne le démantèlement des châteaux et places-fortes autour de Longwy. Le château de Clémarais en faisant partie, il fut probablement détruit à cette époque. En 1678, le traité de Nimègue cède la prévôté de Longwy à la France ; Aubange et Clémarais deviennent ainsi français.
Aubange rejoindra le Luxembourg en 1769 mais en 1794, à la suite de l’occupation du pays par les Français, il redevient à nouveau sous le joug de la jeune République.
Avant la convention du 16 mai 1769, Aubange était un village du Barrois, rattaché au bailliage de Villers-la-Montagne.

#### Héraldique des seigneurs d'Obange

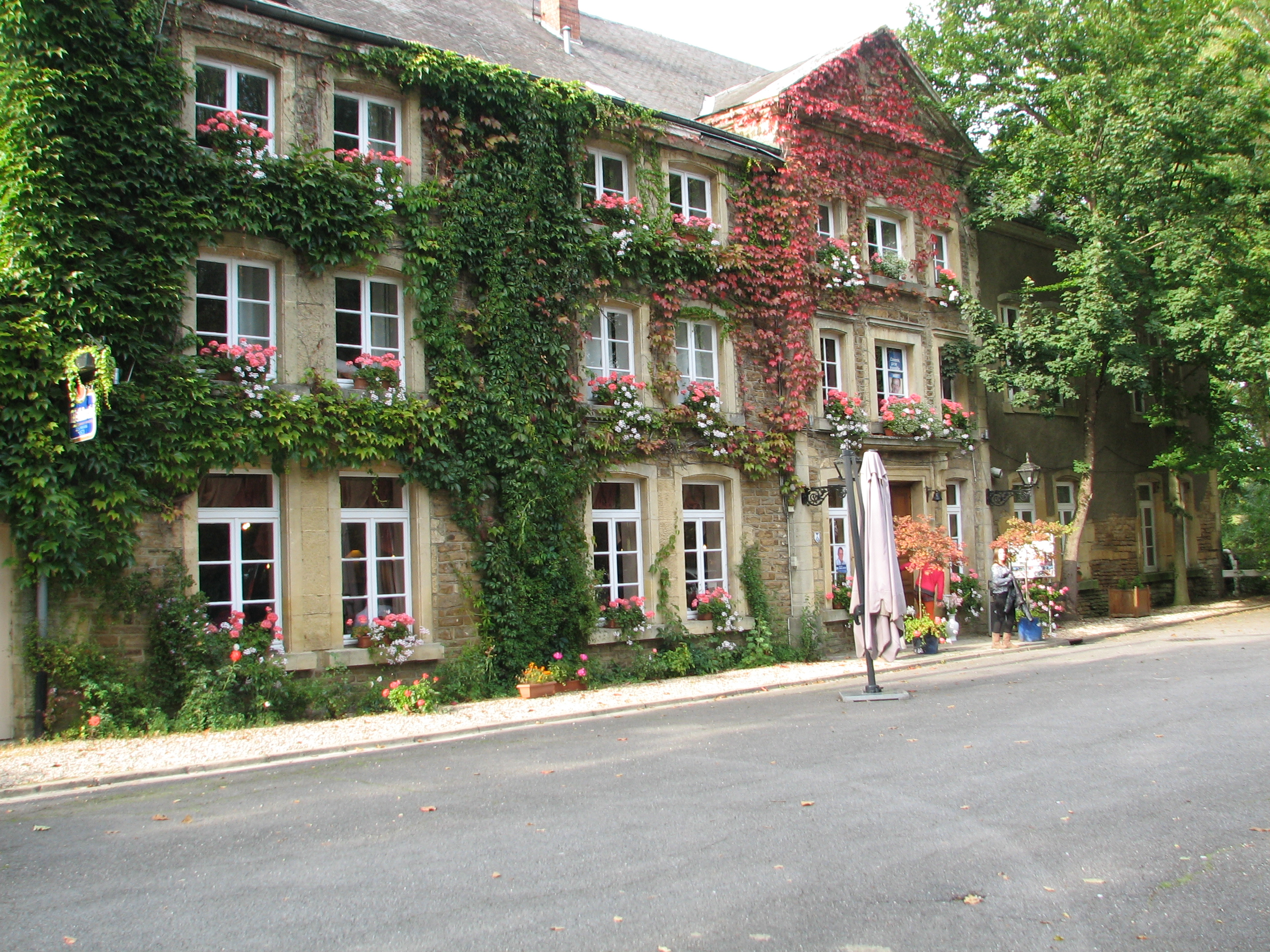
Le domaine du Clémarais, à Aubange, fut longtemps la résidence des Seigneurs d'Obange.

|  | La famille d'Obange (ou Aubange), branche des seigneurs d'Obange, possédait des armoiries. Blasonnement : De gueules à la croix ancrée d'or, cantonnée de quatre étoiles (de cinq ou six rais) du même. Source du blasonnement : Jean-Claude Loutsch, Armorial du pays de Luxembourg, Luxembourg, Publications nationales du Ministère des Arts et des Sciences, 1974, p. 621. |

#### Époque contemporaine
Après la défaite de Napoléon à la Bataille de Waterloo en 1815, l'actuelle Belgique ainsi que l'actuel Luxembourg passèrent aux mains du royaume des Pays-Bas de Guillaume Ier. Lors de la révolution belge de 1830, le village fait toujours partie du duché de Luxembourg qui est alors offert entièrement à la Belgique après l'indépendance de cette dernière. Les grandes puissances européennes de l'époque étant résolues à priver le jeune royaume du point stratégique qu'est la forteresse de Luxembourg-Ville, les protocoles de Londres (20 janvier 1831) stipulèrent que la Belgique devait rendre le Luxembourg au roi des Pays-Bas. Le traité des XXIV articles (15 novembre 1831) accorda cependant à la Belgique le Luxembourg wallon ainsi que le Pays d'Arlon (Arelerland), pourtant de langue luxembourgeoise. C'est ainsi qu'Aubange resta belge alors que le Grand-Duché devenait progressivement indépendant.
Le village ne connut jamais la renommée due à la sidérurgie comme ses voisines, Athus et Halanzy, eurent la chance d'avoir. Cependant, bien qu'étant resté un village fort agricole, le commerce était prospère tout au long de la riche époque industrielle métallurgique de la région, entre le XIXe et le XXe siècle. Cependant, Aubange souffrit également lors de l'arrêt de cette activité à la fin du XXe siècle, à cause de la concurrence des marchés étrangers.
La commune d'Aubange était déjà une commune à part entière avant la fusion des communes de 1977. À cette date, le village (et le nom) d'Aubange a été choisi comme nom officiel de la commune regroupant avec elle celles d'Athus, d'Halanzy et de Rachecourt.
Cependant, le siège administratif et la plupart des institutions communales et des services se trouvent à Athus qui est la plus grande localité de la commune. On y trouve ainsi l'hôtel de ville, le C.P.A.S, la Poste principale, le centre culturel, le centre sportif, le service d'incendie ou encore le commissariat principal de la zone de police Sud-Luxembourg ainsi que les principaux établissements scolaires. Les seuls établissements officiels se trouvant dans le village d'Aubange sont le service travaux et la salle des fêtes.

## Héraldique
|  | Blasonnement : D’argent à trois bandes de gueules. - Délibération communale : 12 juin 1978. - Arrêté royal : 24 avril 1980. - Moniteur belge : 4 juillet 1980. |

## Politique

### Situation
La ville d'Aubange fait partie du canton électoral de Messancy.
L'une des particularités de la ville est que l'hôtel de ville, comme beaucoup d'autres services, se trouve à Athus et non à Aubange même.

### Législature 2024 - 2030
Ci-dessous, le tableau des résultats des élections communales de 2024.
| Parti | Parti                | Voix (2024) | Voix (2018) | % (2024) | % (2018) | +/-     | Sièges  | +/-  | Collège |
| ----- | -------------------- | ----------- | ----------- | -------- | -------- | ------- | ------- | ---- | ------- |
|       | Liste du Bourgmestre | 4.477       | -           | 61,42%   | -        | 0.0 %   | 16 / 25 | 16.0 | Oui     |
|       | Intérêt Général      | 1.776       | -           | 24,37%   | -        | 0.0 %   | 6 / 25  | 6.0  | Non     |
|       | TPA                  | 1.036       | 2.564       | 14,21%   | 32,84%   | 18.63 % | 3 / 25  | 5.0  | Non     |
|       | CDH.com              | -           | 2.927       | -        | 37,49%   | 0.0 %   | - / 25  | 10.0 | Non     |
|       | IG                   | -           | 2.316       | -        | 29,67%   | 0.0 %   | - / 25  | 7.0  | Non     |
| Total | Total                | 7 289       | 7 807       | 100 %    | 100 %    |         | 25      |      |         |

| Collège communal   |                         |                                    |
| ------------------ | ----------------------- | ---------------------------------- |
| Bourgmestre        | François Kinard         | Les Engagés - Liste du Bourgmestre |
| 1er Échevine       | Christian-Raoul Lambert | Les Engagés - Liste du Bourgmestre |
| 2e Échevin         | Stéphane Goosse         | Liste du Bourgmestre               |
| 3e Échevin         | Luc Weyders             | PS - Liste du Bourgmestre          |
| 4e Échevin         | Robin Rosman            | Les Engagés - Liste du Bourgmestre |
| 5e Échevine        | Renée Sancova           | Liste du Bourgmestre               |
| Présidente du CPAS | Catherine Habaru        | Les Engagés - Liste du Bourgmestre |

### Législature 2018 - 2024
Lors des élections communales et provinciales belges de 2018 organisées le 14 octobre 2018, c'est Véronique Biordi (liste Intérêt général) qui obtient le plus grand nombre de voix (1 481) devant Jean-Paul Dondelinger (CdH 1 392 voix) et Luciana Crucitti (Tous Pour Aubange, 1 039 voix).
Toutefois, après des alliances politiques, c'est Jean-Paul Dondelinger qui est élu bourgmestre pour la deuxième fois de sa carrière, après un premier mandat lors de la législature 2006 -2018. En décembre 2020, il annonce sa démission pour raisons médicales. Il sera remplacé par au 1er février 2021, remplacé par François Kinard, son collègue de parti, qui devient le plus jeune bourgmestre d'Aubange à l'âge de 31ans.

### Législature 2012 - 2018

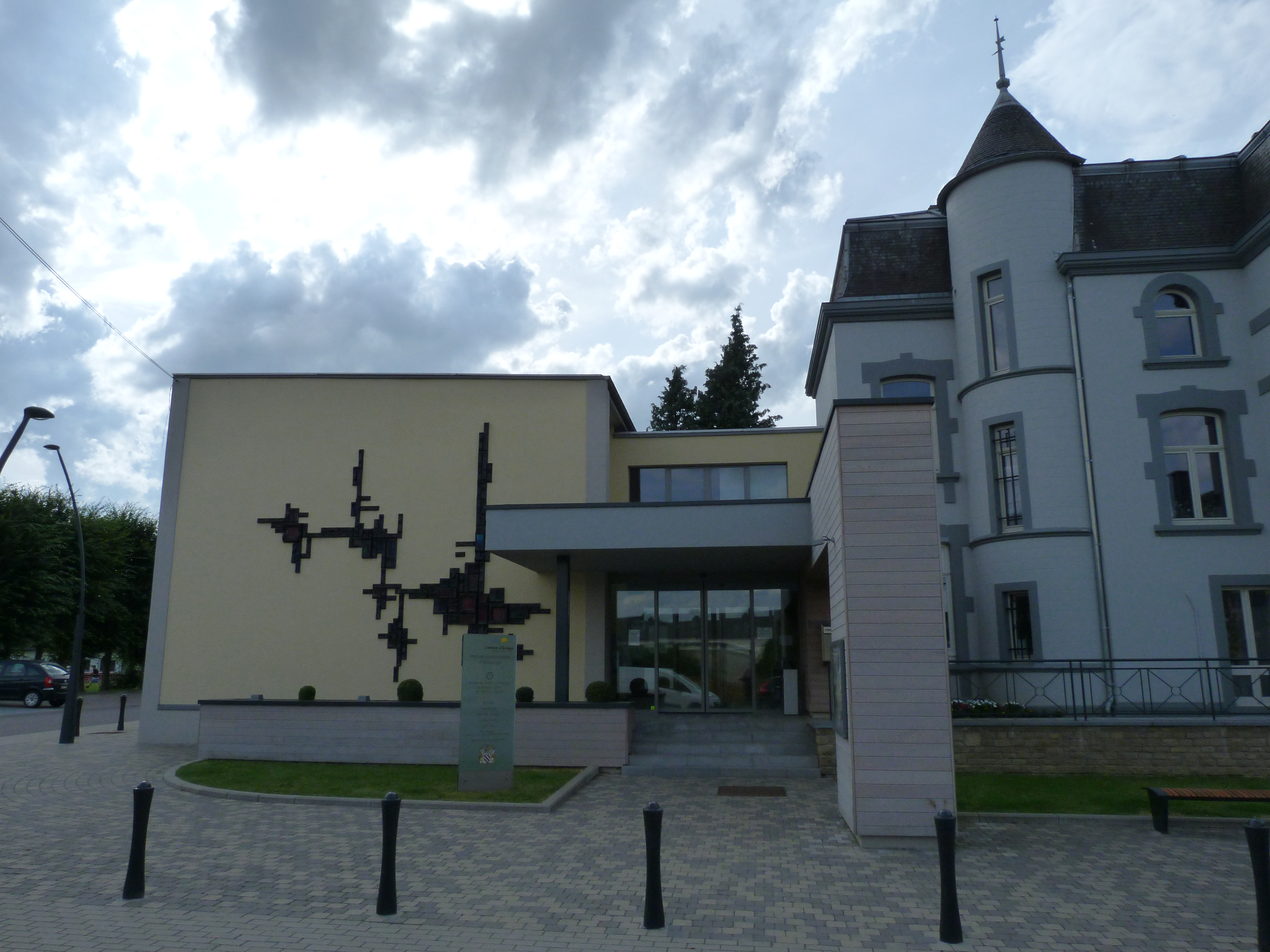
L'hôtel de ville se trouve à Athus. Ici, l'entrée principale rénovée en 2010.

Lors des élections communales et provinciales belges de 2012 qui eurent lieu le 14 octobre 2012, c'est la liste Avec Vous! (PS) qui remporta le scrutin avec à sa tête Véronique Biordi. Cette dernière entra en fonction comme bourgmestre le 3 décembre 2012 qui l'emporte avec 2 063 voix, devant le bourgmestre sortant qui en totalise 1 266 et un autre ancien mayeur, également sur la liste Avec Vous! : François Rits qui récolte 1 072 votes. Elle devient dès lors la première femme bourgmestre d'Aubange, après en avoir été la première femme échevin. Elle renoue également avec la « tradition » d'un bourgmestre socialiste à sa tête. Celle-ci n'ayant été dérogé qu'une seule fois dans toute l'histoire de la ville: lors de la législature (2006 - 2012) où le cdH Jean-Paul Dondelinger gouvernait.
La liste gagnante avait préalablement conclu un accord électoral avec le cdH sortant, qui, peu importe les résultats, devaient allier les deux partis afin d'organiser une majorité. Cependant le soir même des élections, après sa victoire, Véronique Biordi fit savoir que cette alliance ne tenait plus et ouvrit la majorité au MR et à Ecolo, reléguant de ce fait les cdH du bourgmestre sortant dans l'opposition. Ce genre de petit jeu de chaise musicale entre partis est monnaie courante depuis  quelques législatures à Aubange, les alliances se nouant et se trahissant d'une année à l'autre.
À la suite des élections législatives fédérales du 25 mai 2014, Véronique Biordi a été remplacée par André-Marie Morosini (issu de la même liste "Avec Vous"). Suppléante de Philippe Courard, elle a en effet été appelée au poste de députée wallonne et n'a donc pu maintenir ses fonctions de bourgmestre de la commune d'Aubange. Elle a repris ses fonctions à la mi-septembre 2014, à la suite de la démission de Philippe Courard de son poste de secrétaire d'État.
En novembre 2015, soit à mi mandat, Véronique Biordi annonce la proposition d'une « motion de méfiance » vis-à-vis de son propre collège. Cette motion fut approuvée avec 16 voix pour et 8 voix contre lors de la séance publique du conseil communal du 30 novembre 2015. En conséquence de quoi cinq échevins sont évincés, dont quatre appartenant à la propre liste de la bourgmestre "Avec Vous" (PS). Cette dernière justifie la motion par un manque de confiance entre elle et ses collaborateurs, une mauvaise ambiance et un laxisme dans le respect de la loi, ainsi que de par des comportements méprisants et agressifs à son égard. Elle affirme d'ailleurs avoir voulu démissionner plusieurs fois. Une nouvelle alliance est alors signée entre Véronique Biordi et la liste cdH du bourgmestre sortant Jean-Paul Dondelinger. Les cinq échevins "Avec Vous" démis se voient remplacés par quatre échevins cdH et deux nouveaux arrivants.
Vu l'évolution démographique, le nombre de sièges du conseil communal aubangeois passe de 23 à 25 pour la législature 2012-2018.

### Législature 2006 - 2012
Lors des élections communales et provinciales belges de 2006 qui eurent lieu le 8 octobre 2006, le scrutin fut remporté par Jean-Paul Dondelinger (cdH). Le conseil communal était composé de 23 sièges répartis comme tels: 9 pour le cdH, 8 pour le PS, 5 pour ROC (Rassemblement Ouverture Communale) et 1 pour Ecolo.

### Liste des bourgmestres de la ville

#### Depuis 1977
Voici la liste des bourgmestres d'Aubange depuis la fusion des communes de 1977:
- 1977 - 1989: Raymond Dumont (PS)
- 1989 - 2006: François Rits (PS)
- 2006 - 2012: Jean-Paul Dondelinger (cdH)
- 2012 - 2018: Véronique Biordi (Avec Vous!) (PS)
- 2018 - 2021: Jean-Paul Dondelinger (cdH)
- 2021 - aujourd'hui: François Kinard[32] (cdH-Les Engagés)

## Patrimoine et culture

### Patrimoine architectural et curiosités
- L'ancien cimetière de Guerlange.
- La grotte de Notre Dame à Battincourt.
- La ferme-château de Noedelange.
- Le domaine du Clémarais à Aubange.
- Le parc animalier à Athus.
- Les nombreux calvaires dans les différents villages.
- La pomme sculptée à Rachecourt[33].
- Le monument aux morts de la Première Guerre mondiale devant l'ancienne mairie d'Halanzy.
- Le crassier de l'ancienne usine d'Athus et de celle de Rodange, le long de la Chiers à Athus.

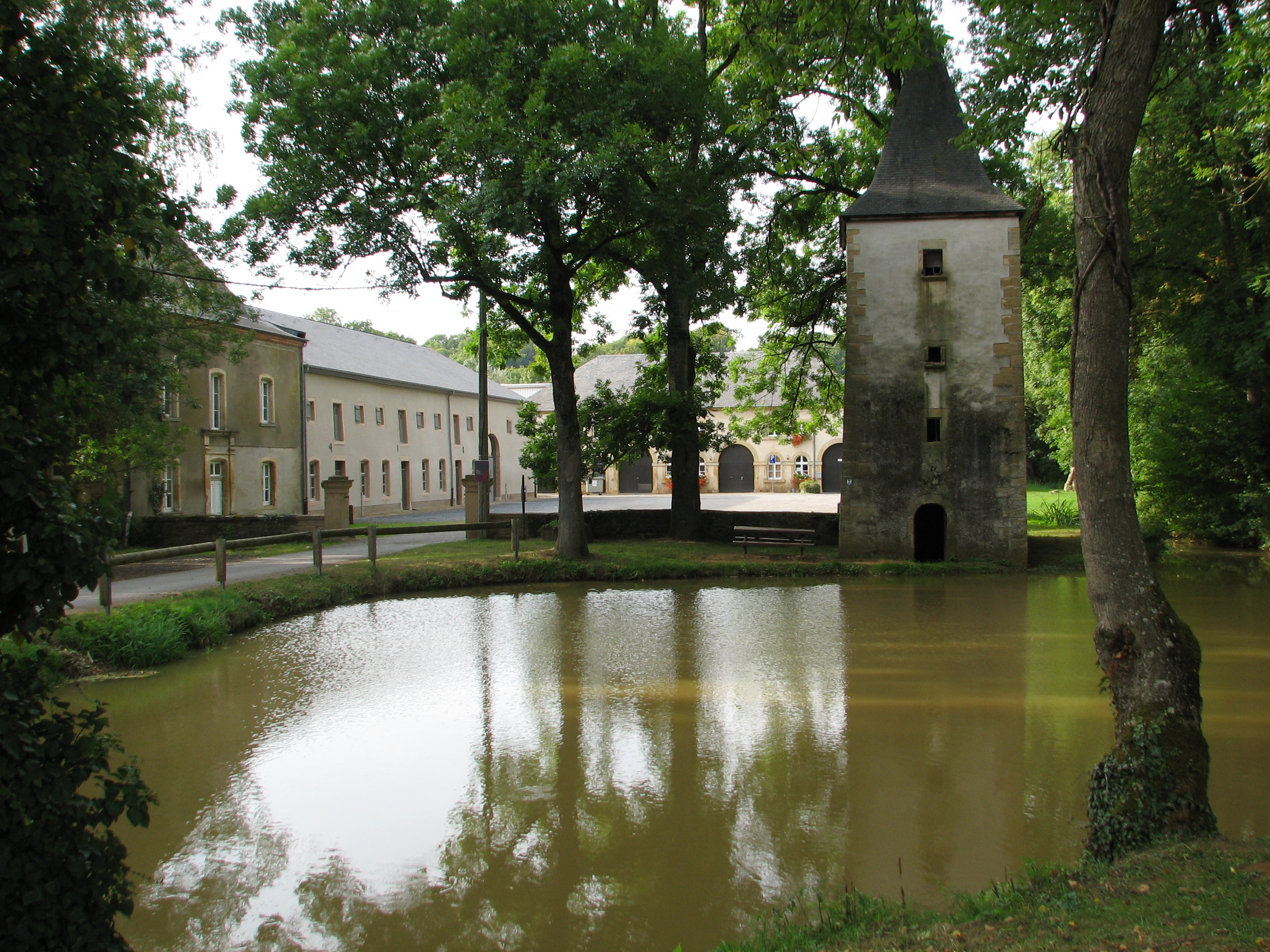
Le domaine du Clémarais à Aubange. Ici les vestiges du château : la tour aux Effraies.
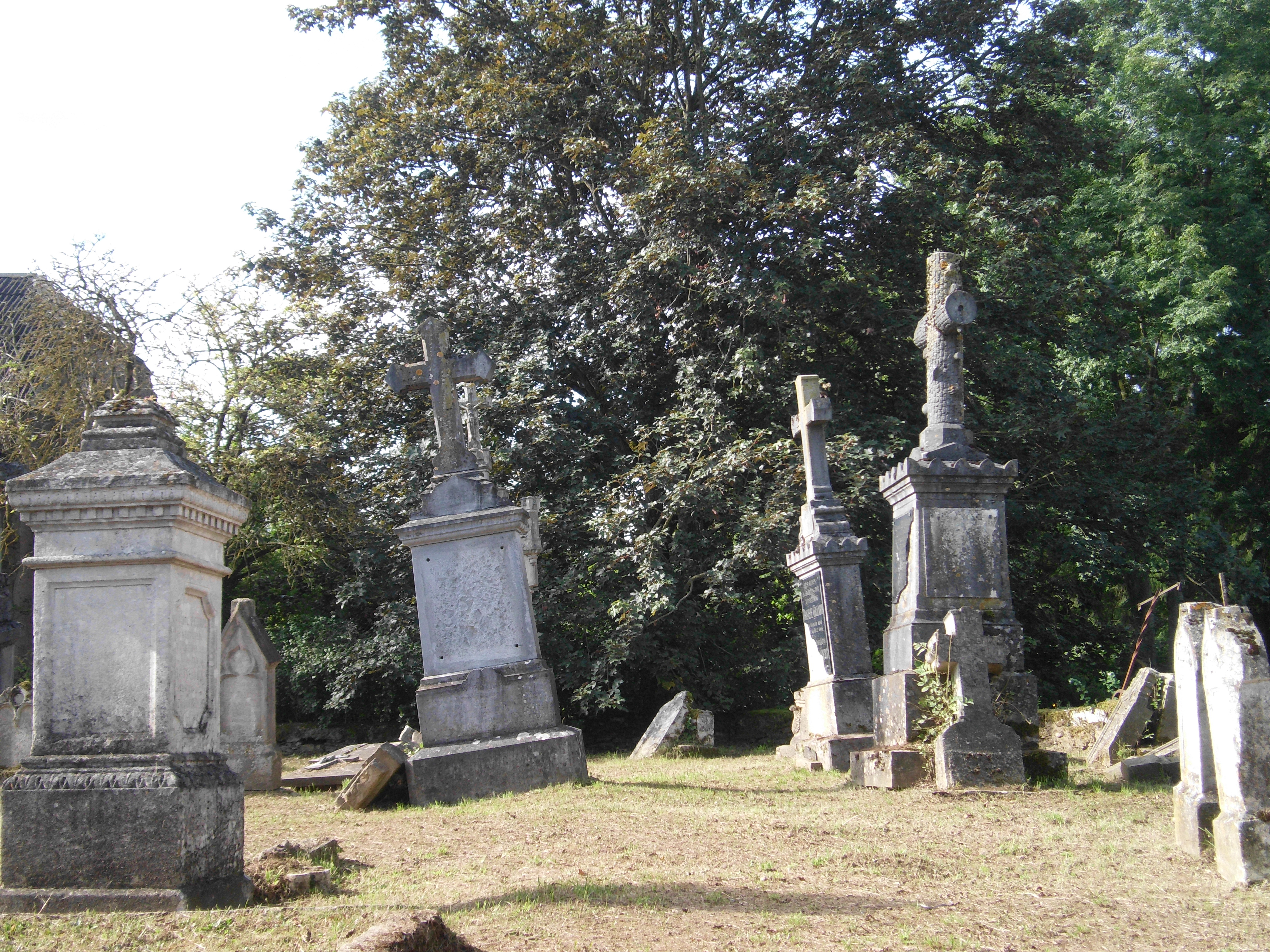
L'ancien cimetière du XVIIIe siècle à Guerlange.
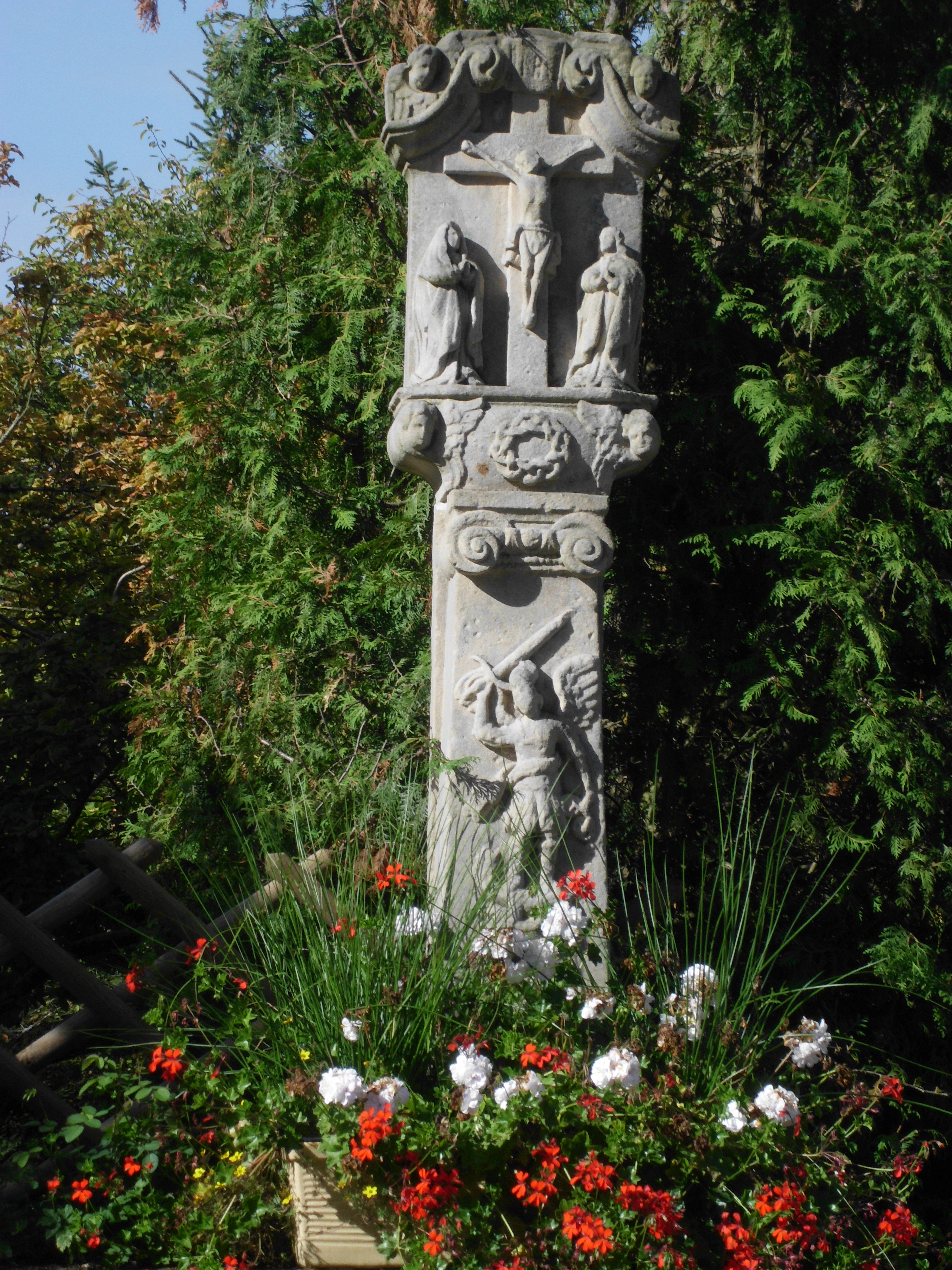
Un des calvaires de Guerlange.
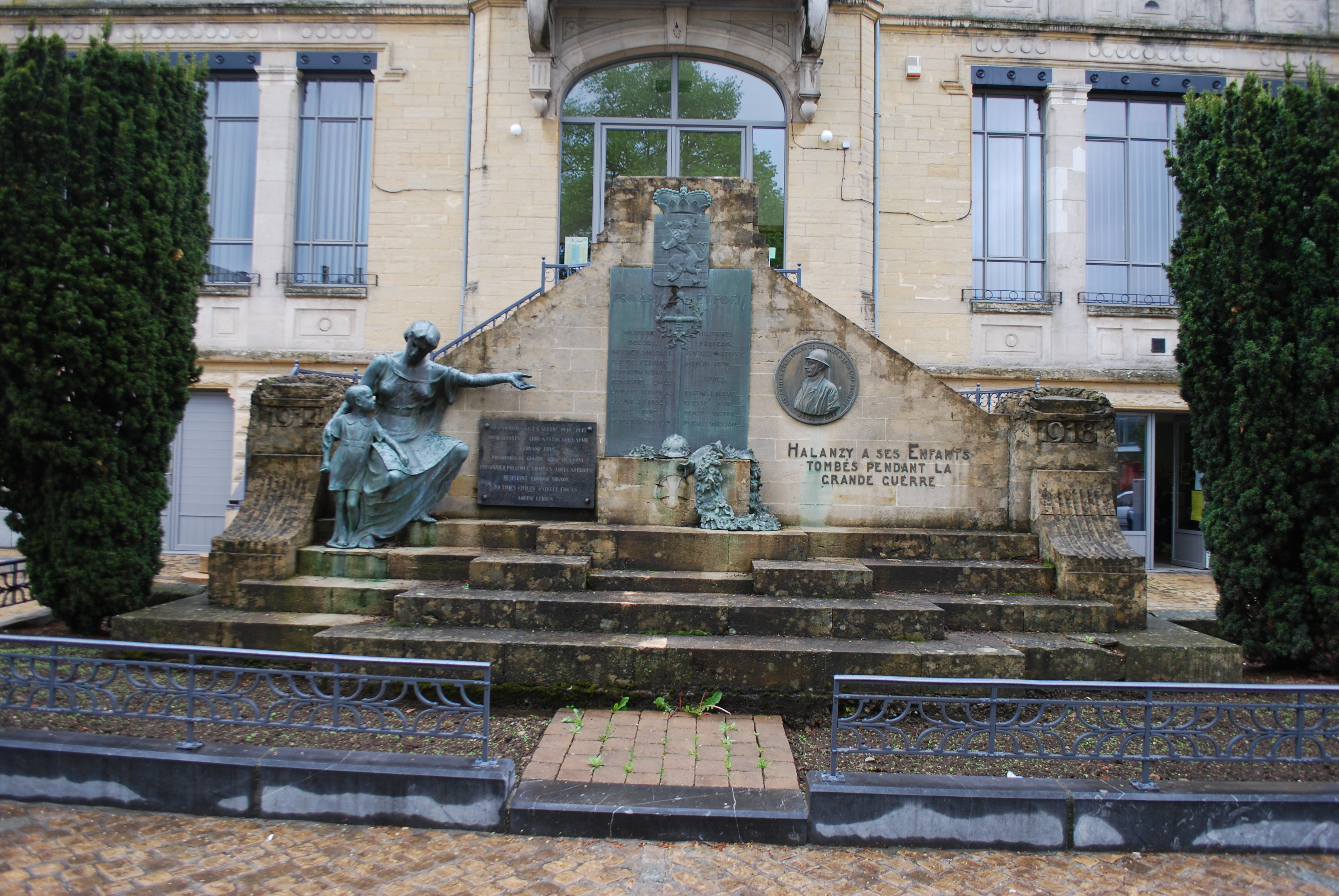
Le monument aux Morts d'Halanzy, devant l'ancienne mairie.

### Culture et folklore

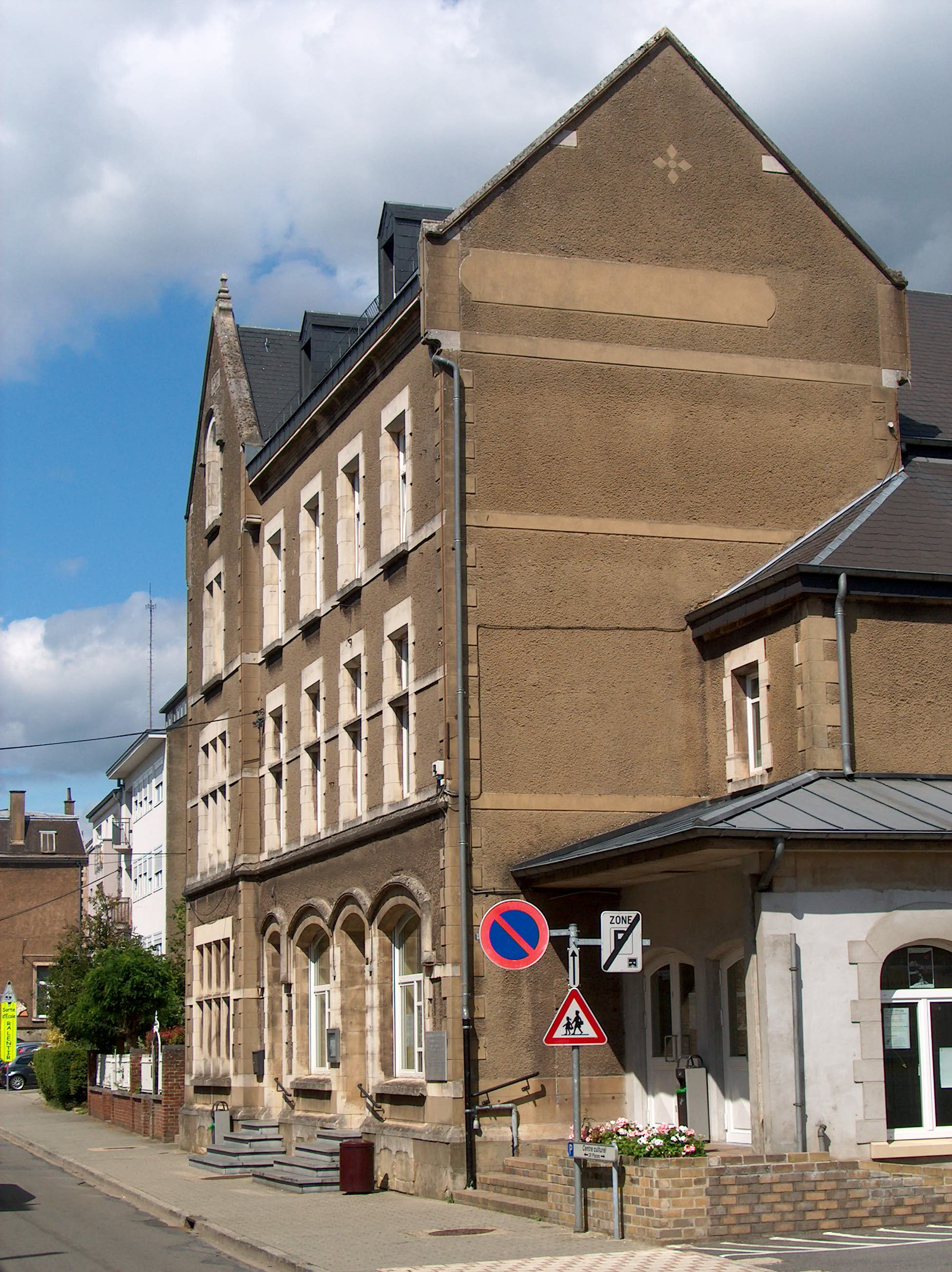
Le bâtiment du Centre Culturel de la Ville d'Aubange, rue du Centre 17, à Athus.

Depuis le 29 mars 1990, la ville dispose d'un centre culturel, situé rue du Centre à Athus. D'abord appelé Foyer culturel de la Commune d'Aubange, l'asbl arrivait en tant que nouvel acteur parmi toutes les associations, certaines actives depuis des années.

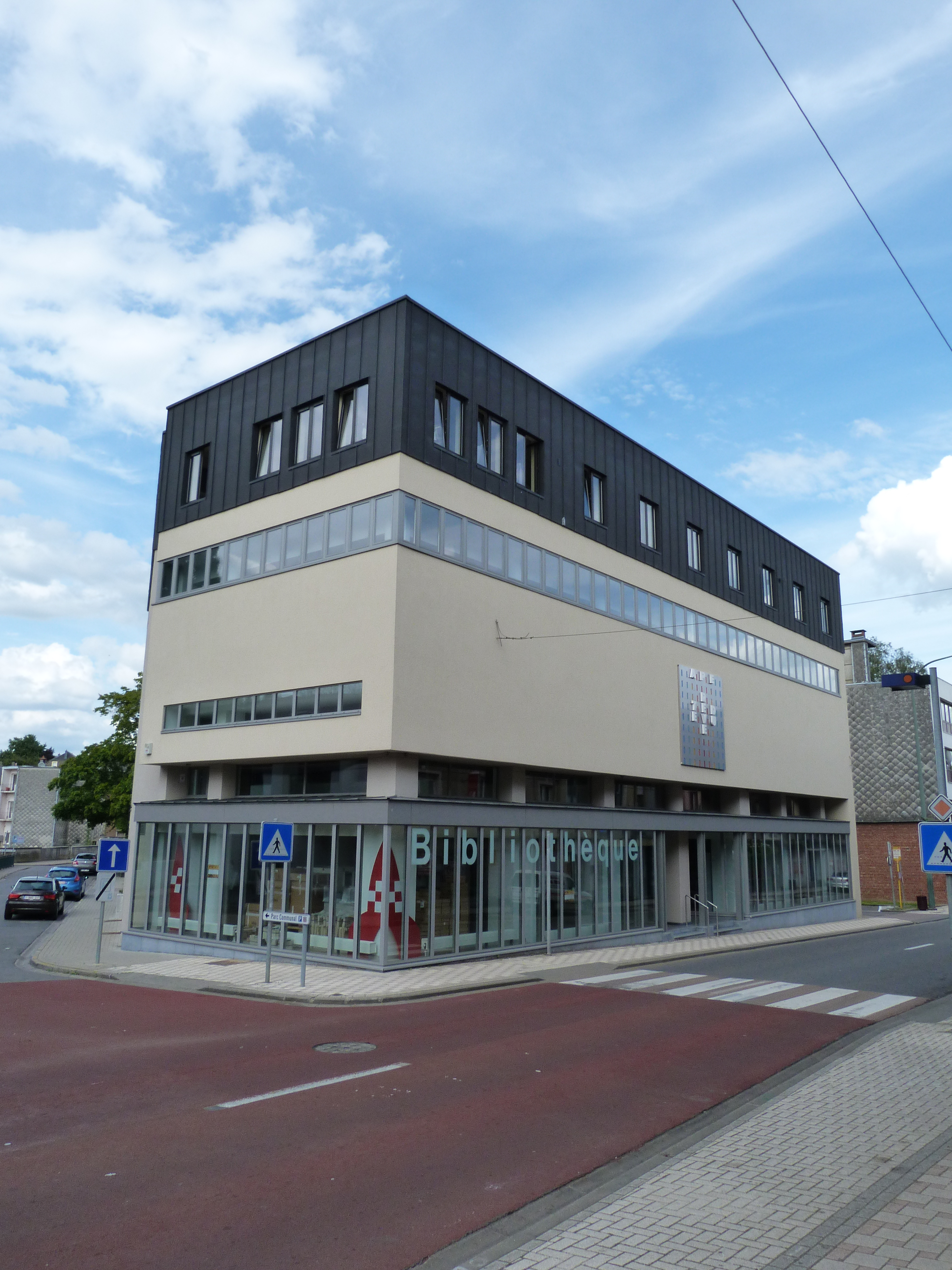
La toute nouvelle bibliothèque communale, à Athus.

On dénombre également quatre bibliothèques : à Athus, à Aubange, à Halanzy ainsi qu'à Rachecourt.
Un cercle d'histoire existe sous le nom de « Cercle d'histoire Messancy - Aubange ».

#### Le PEC, Pôle Européen Culturel
En 2007 un théâtre construit avec des conteneurs provenant du Terminal Containeur d'Athus (voir plus haut) et nommé Pôle Européen Culturel (PEC) (clin d'œil au Pôle européen de développement (PED)), fut implanté à Athus au milieu de la zone industrielle et ce pour une durée de trois mois. De nombreuses activités y furent proposées comme des concerts, des projections cinématographiques ou des représentations théâtrales. Le projet, pour le moins original, se solda néanmoins par un déficit.

#### Musées

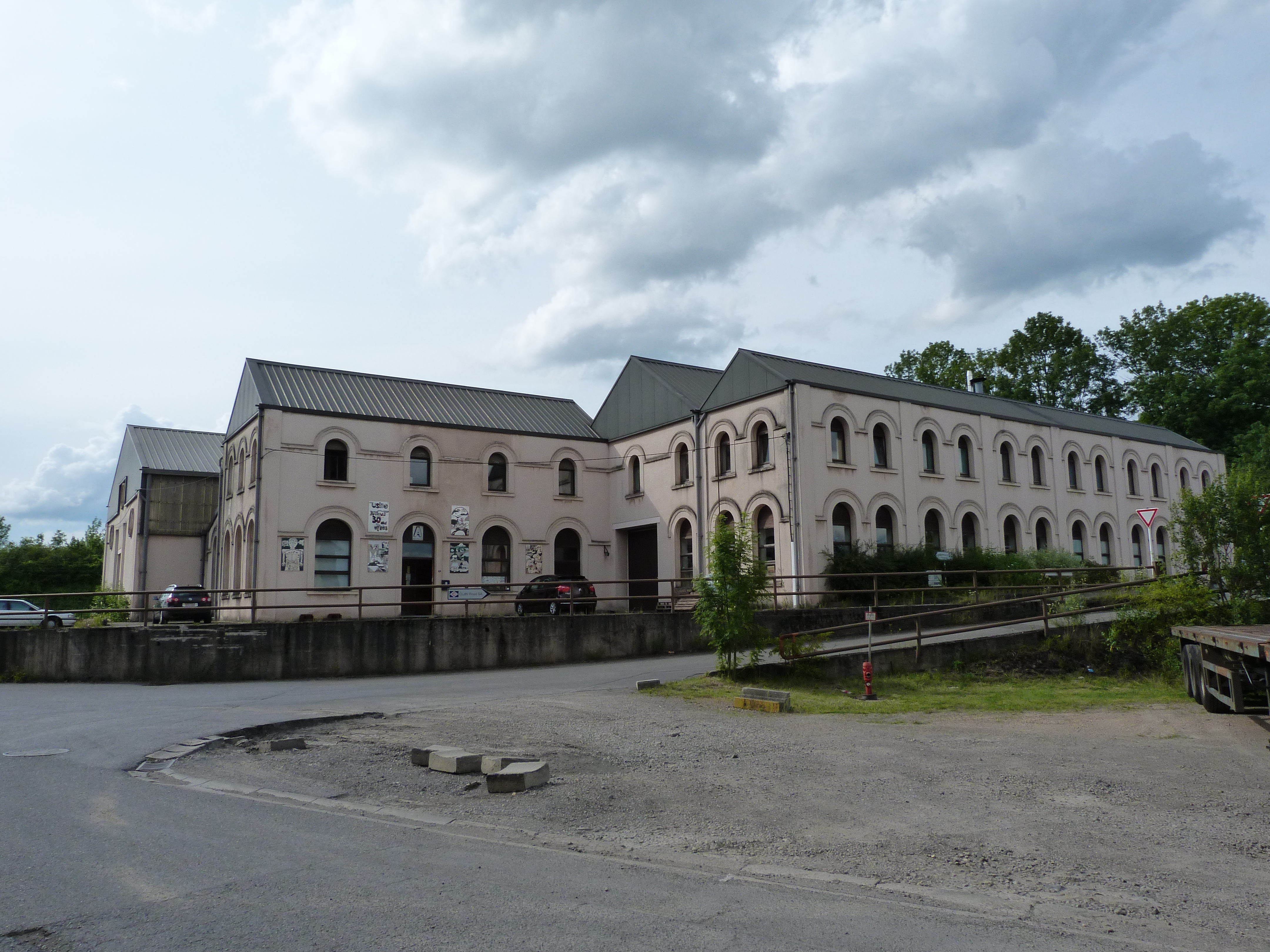
Les musées Athus et l'Acier et L'univers des pompiers sur le site de l'ancienne usine d'Athus.

- Athus et l'Acier (Athus)
- L'univers des pompiers (Athus)
- Musée de la Mine d'Halanzy et de Musson.

#### Prix littéraire annuel
Le Prix Jean Lebon récompense, chaque année, un écrivain né ou domicilié sur les territoires de la province du Luxembourg, du Grand-duché de Luxembourg, de la Lorraine et des Ardennes Françaises.

#### Fête de la pomme

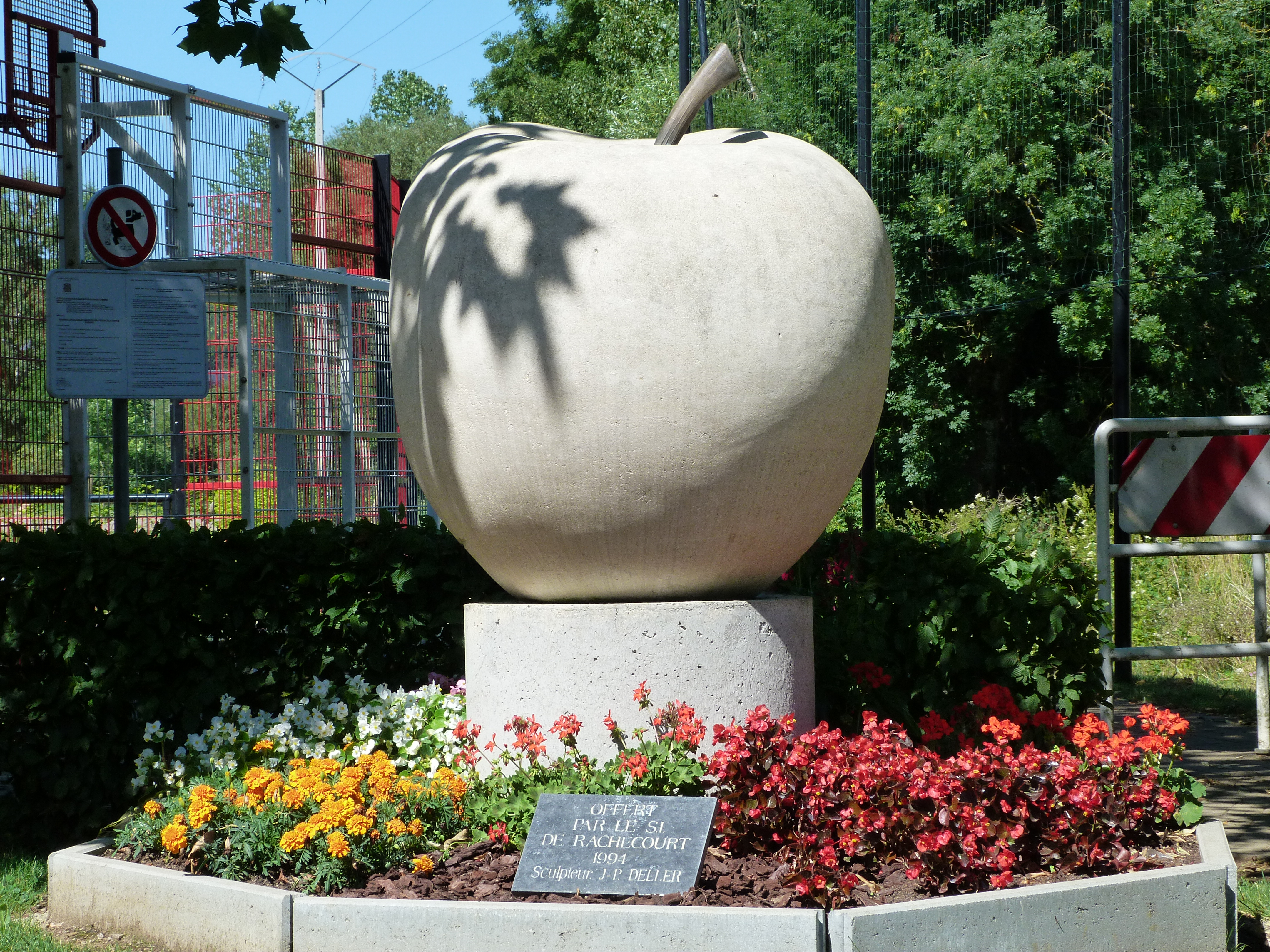
Rachecourt accueille chaque année la fête de la pomme.

La fête de la pomme, organisée par le Syndicat d'Initiative du village de Rachecourt, est une foire artisanale qui se déroule chaque année au début de l'automne. Elle propose de nombreux produits dérivés du fruit, des stands didactiques, des animations de rue et l'on peut même y faire presser ses propres pommes pour en récolter le jus. Le tout se déroule dans le cadre pittoresque de Rachecourt, maintes fois en nomination comme village fleuri de Wallonie.
On trouve d'ailleurs dans le village une pomme sculptée en 1989 par Jean-Pol Deller représentant la désormais traditionnelle foire locale.

#### Musique
Plusieurs festivals de musique sont organisés sur le territoire de la ville. Citons par exemple le Wave festival sur le domaine du Clémarais à Aubange pendant la période estivale, le festival Aix'periment en aout à Aix-sur-Cloie ou Fiest'Athus fin juin, sur la place du Brüll à Athus.

#### Syndicats d'initiative
- Syndicat d'initiative d'Aubange
- Syndicat d'initiative Amifer d'Halanzy
- Syndicat d'initiative de Rachecourt

#### Harmonies
- Le Cercle royal musical d'Aubange
- Les harmonies d'Halanzy
- L'Harmonie Royale des Sapeurs-pompiers d'Athus
- L'Harmonie Royale Les Echos de la Batte de Battincourt.

#### Confrérie des Maîtres de Forges
La Confrérie des Maîtres de Forges est une confrérie créée à Athus en 1994 qui a pour but de faire connaître l'ancienne cité sidérurgique luxembourgeoise hors de ses frontières. Étroitement liée au passé industriel de la localité, elle fait notamment brasser une bière locale : la Coulée des Métallos.

#### Les majorettes d’Athus
Les Majorettes d'Athus était un groupe de majorettes de la localité d'Athus autrefois fort connues dans toute la Belgique grâce aux nombreux prix et championnats qu'elles remportèrent. Le groupe fut dissous à la fin du XXe siècle, ènième preuve du déclin de la ville sur tous les plans après la fermeture de son usine.

##### Marchés, foires et brocantes
Il existe deux marchés hebdomadaires dans la ville : l'un à Athus le vendredi matin et l'autre à Halanzy le samedi matin. Des navettes de bus gratuites sont organisées par les autorités pour s'y rendre.
Diverses foires et brocantes sont également organisées dans la ville tout au long de l'année ainsi que des marchés de Noël à cette période.

#### Cultes
La ville est très majoritairement catholique même si la pratique de la religion se perd de plus en plus comme partout en Belgique. Aubange fait partie du diocèse de Namur et du doyenné de Messancy. Les différentes paroisses de la ville sont les suivantes :
- Aix-sur-Cloie : l'église Saint-Michel d'Aix-sur-Cloie[45];
- Athus : 
  - l'église Saint-Étienne d'Athus[46];
  - la chapelle Saint-Éloi.
- Aubange : l'église Notre-Dame du Rosaire[47];
- Battincourt : l'église Saint-Nicolas de Battincourt[48];
- Guerlange : 
  - l'église Saint-Martin[49];
  - la chapelle Notre-Dame de Kues.
- Halanzy : l'église Saint-Remi[50];
- Rachecourt : l'église Assomption de Notre-Dame[51].

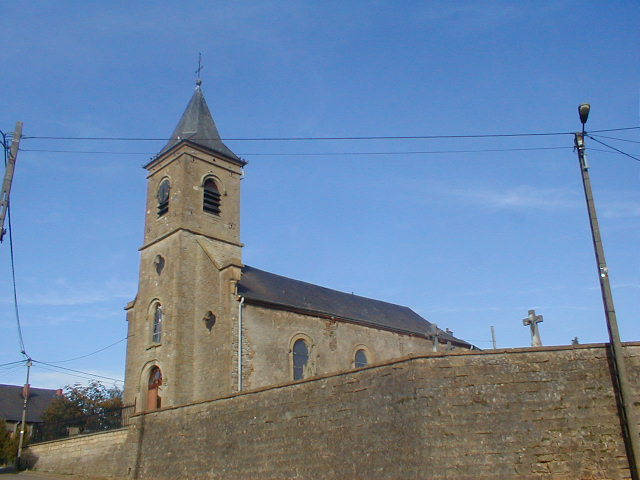
L'église Saint-Michel d'Aix-sur-Cloie.
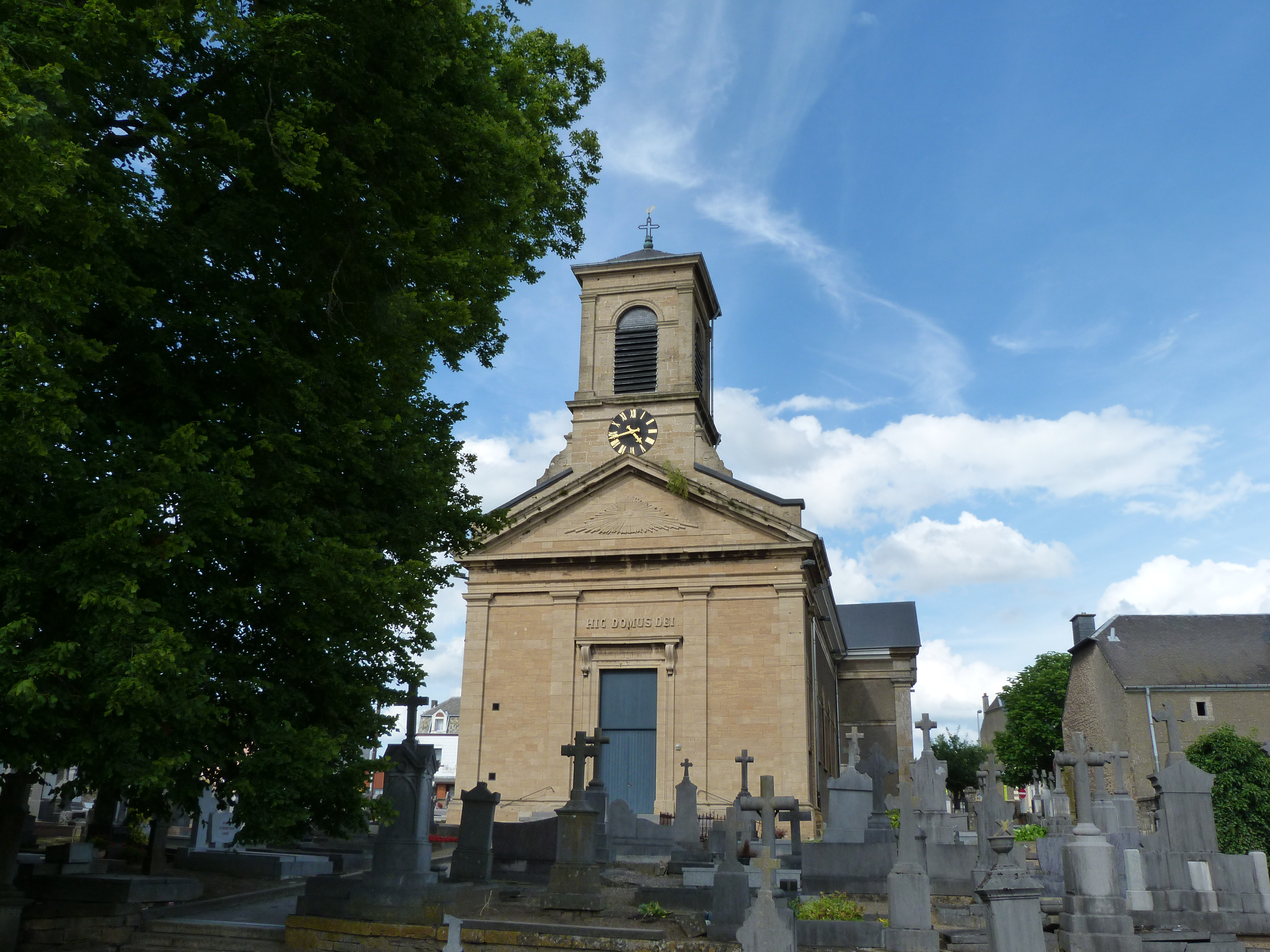
L'église Saint-Étienne d'Athus.
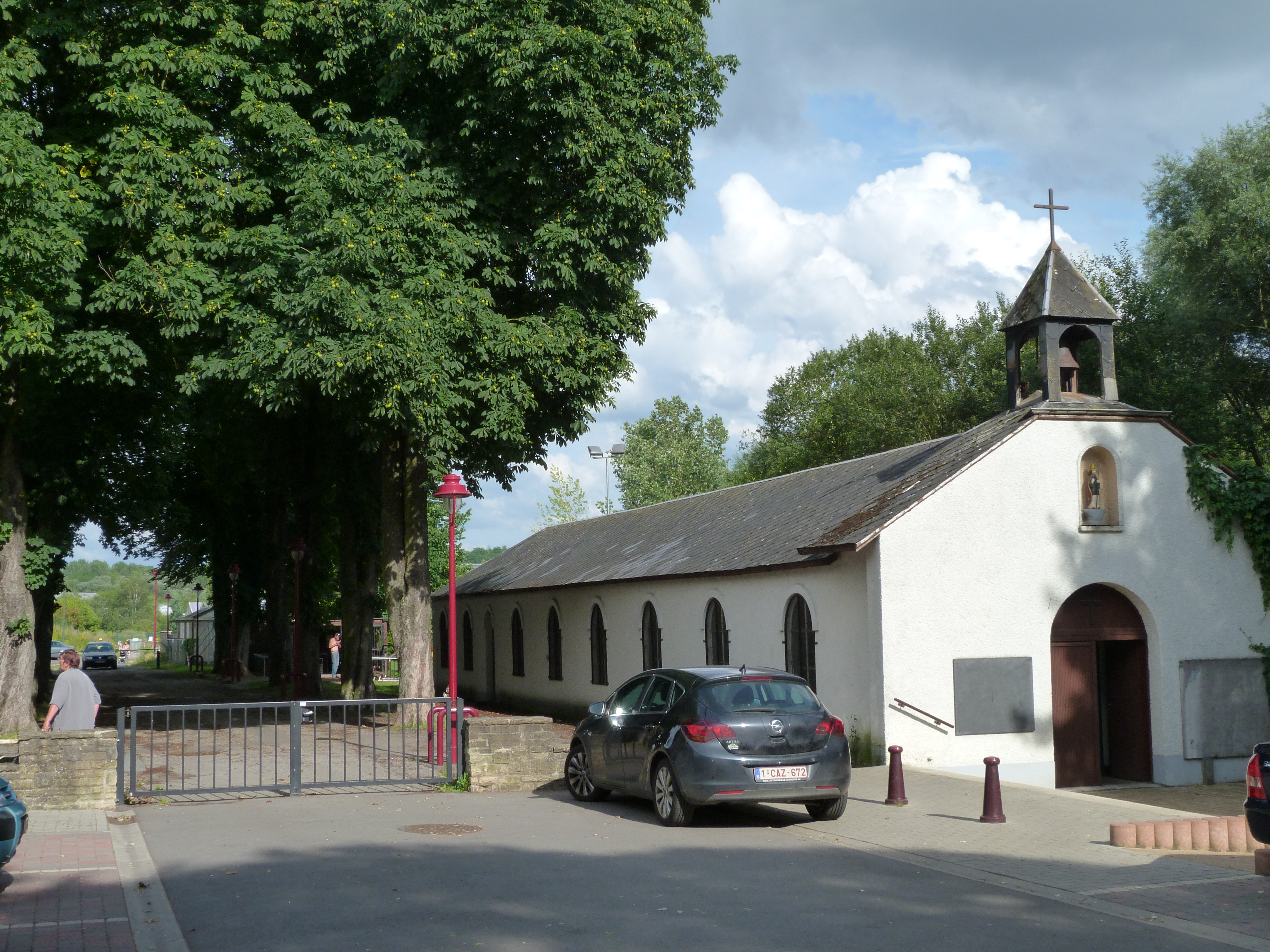
La chapelle Saint-Éloi à Athus.
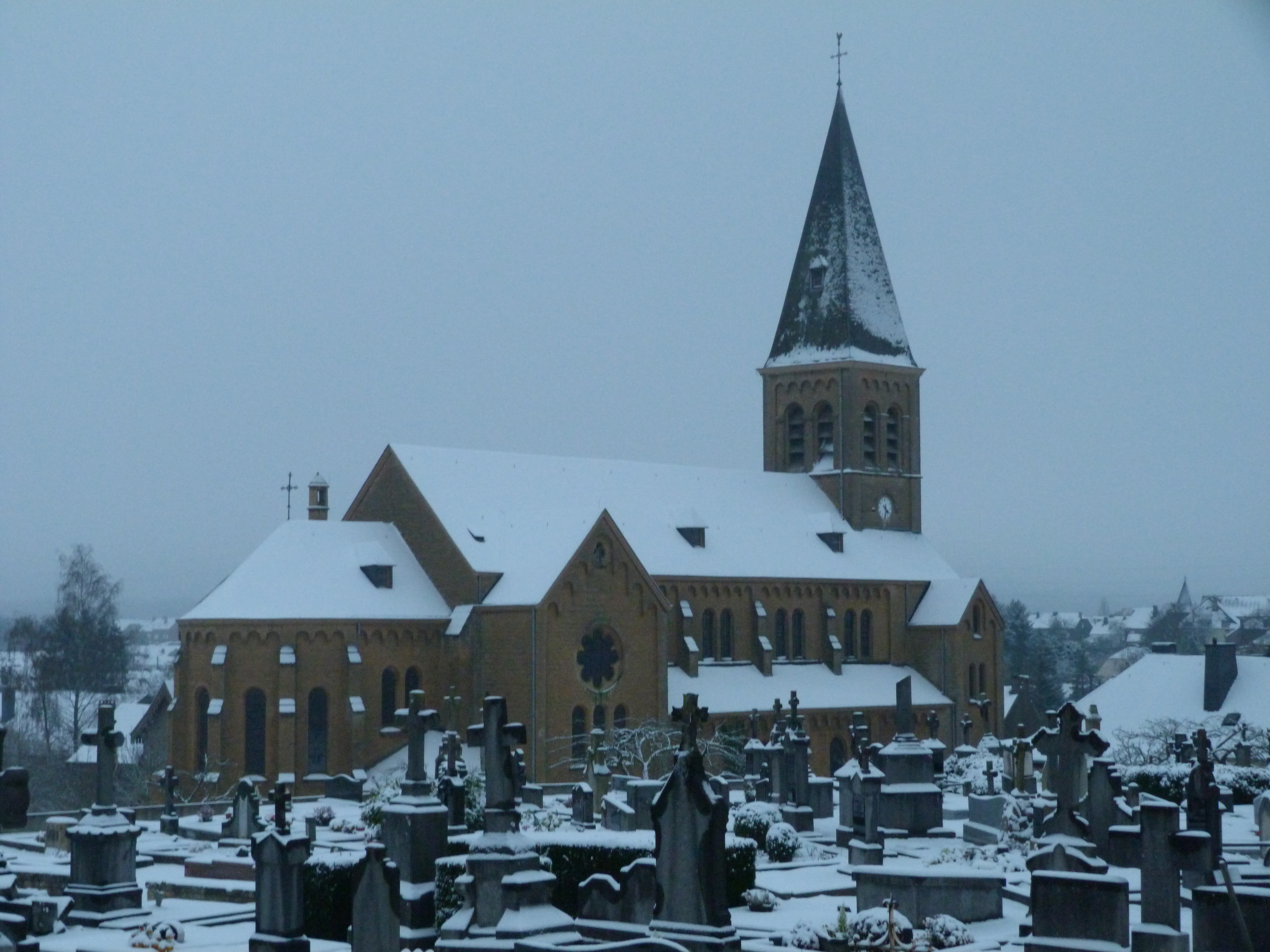
L'église Notre-Dame du rosaire, vue de dos, à Aubange.
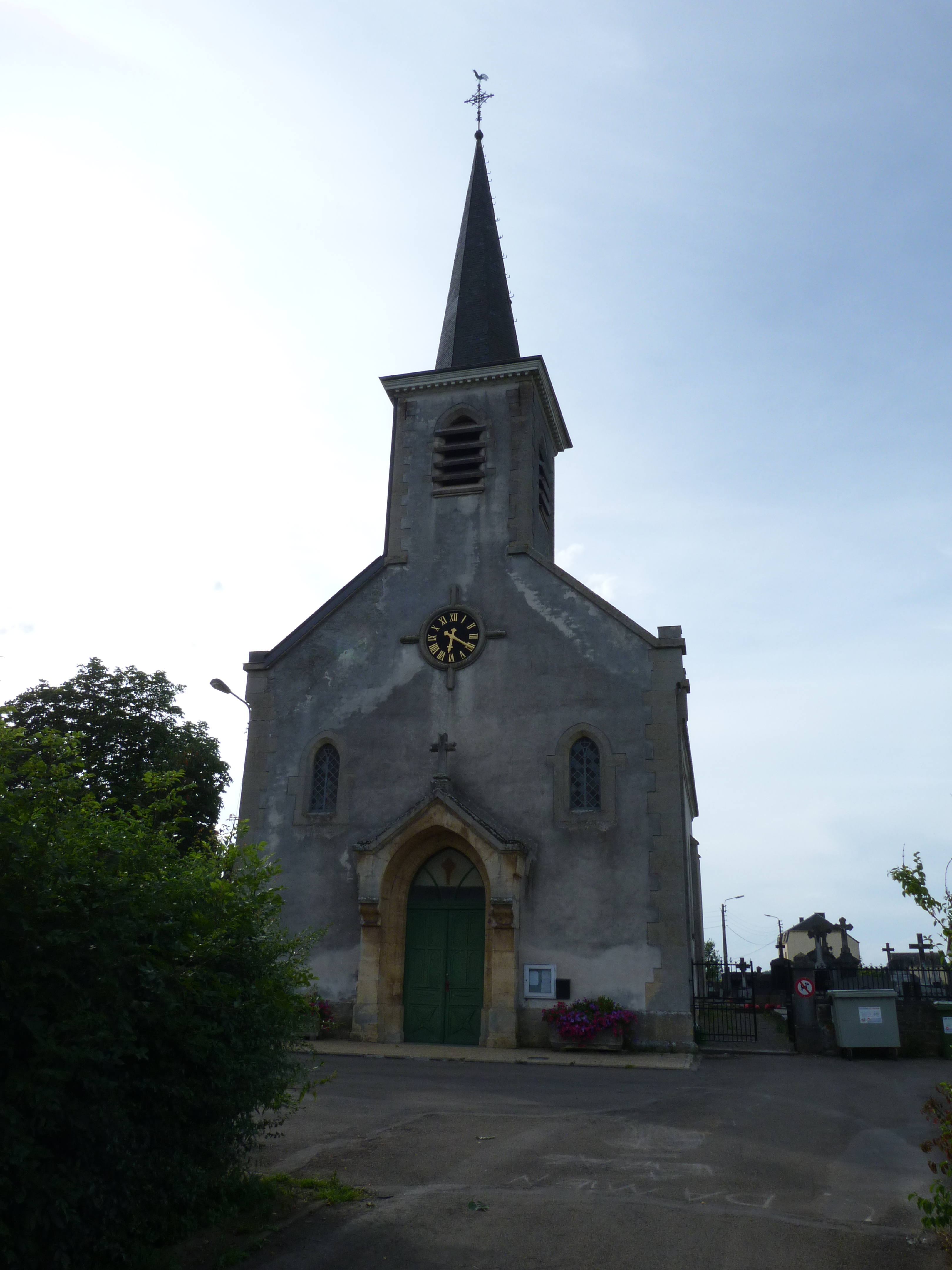
L'église Saint-Martin de Guerlange.
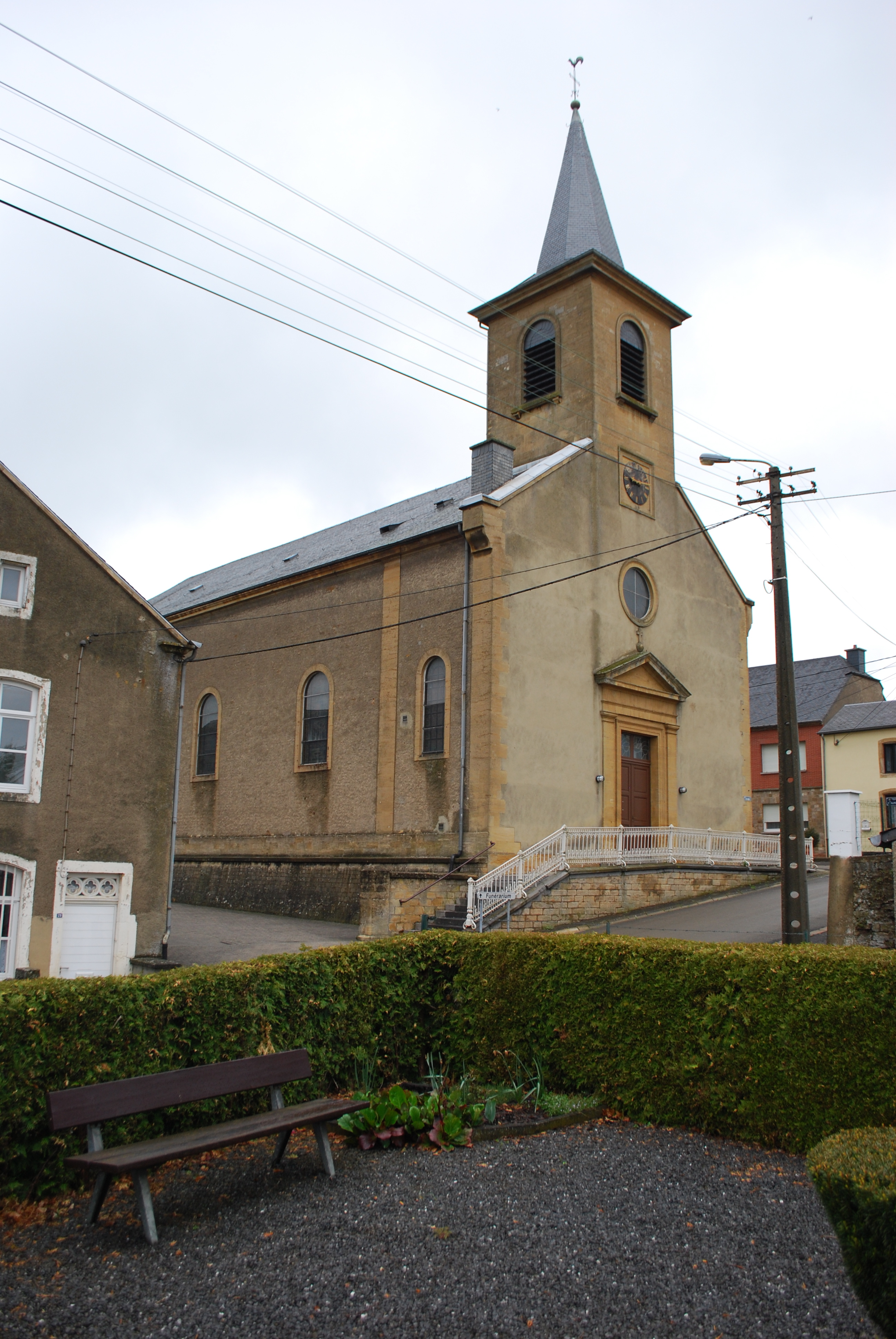
L'église Saint-Remi d'Halanzy.

## Économie
Autrefois riche grâce à la sidérurgie, la ville a subi un déclin économique à la fin des années 1970 avec la fermeture de l'usine d'Athus et de la mine de fer d'Halanzy, le tout consécutif à la crise de la sidérurgie dans le bassin lorrain. Depuis lors, de nombreuses actions ont été mises en œuvre pour tenter de redynamiser l'économie et le commerce dans la région, avec notamment la création du Pôle Européen de Développement (PED) en collaboration avec les villes voisines de Longwy et Pétange. On notera aussi la construction de zonings industriels et commerciaux mais, malgré tout, l'économie locale reste fort attachée au Grand-duché de Luxembourg et de nombreux résidents aubangeois sont « frontaliers », c'est-à-dire travaillent dans le pays voisin, ce qui freine le développement local à proprement parler.

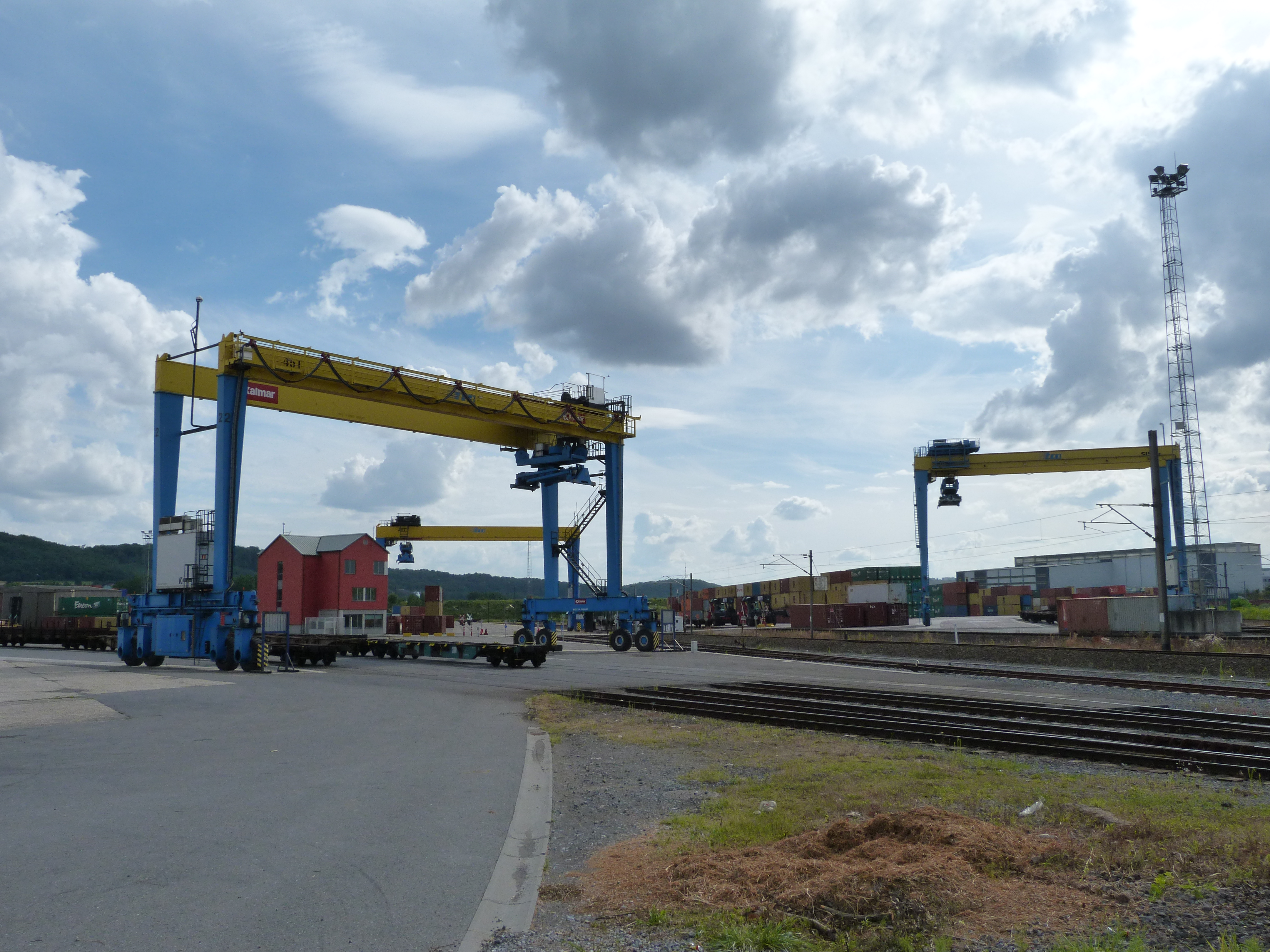
Le Terminal conteneurs d'Athus, actuellement.

### Le Pôle européen de développement
Afin de séduire les entreprises et de les faire venir sur les terres des anciens sites sidérurgiques, les communes des trois frontières créèrent un espace économique et commercial transfrontalier: le Pôle Européen de Développement (P.E.D.). Le Pôle en question s'étend sur le territoire des différentes communes des trois pays: Belgique, France et Luxembourg, autour du tripoint transfrontalier. Il regroupe actuellement plusieurs entreprises ainsi que des zones commerciales.

### Le Terminal Conteneurs d'Athus (TCA)
Le terminal conteneurs d'Athus est, comme son nom l'indique, un site de stockage, de transit et de manipulation de conteneurs par rail tout comme par route. Il est situé non loin du site de l'ancienne usine d'Athus et bénéficie d'un réseau ferroviaire et routier fort développé à cet endroit avec notamment les croisements de routes et voies belges, luxembourgeoises et françaises. Au cœur de la Grande Région, le TCA est spécialisé dans la manipulation des conteneurs en provenance des grands ports de la mer du Nord comme Anvers, Zeebruges ou Rotterdam via la célèbre ligne ferroviaire 165 Athus-Meuse et leur redirection vers l'intérieur des terres par rail ou par route.
Créé en 1979, le site n'eut de cesse de s'étendre et gère aujourd'hui environ 120 000 conteneurs par an sur une surface totale de 15 ha.

### L'Agence de Développement Local (ADL)
À l'initiative du Conseil communal, une agence communale fut créée le 1er mars 2010 afin de promouvoir et d'aider les projets d'investissement sur le territoire d'Aubange. L'Agence de Développement Local, c'est son nom, qui est située dans la Grand-Rue d'Athus. Elle soutient et conseille quelque démarche que ce soit en faveur de la ville, qu'elle soit culturelle, financière ou festive.

### Transports

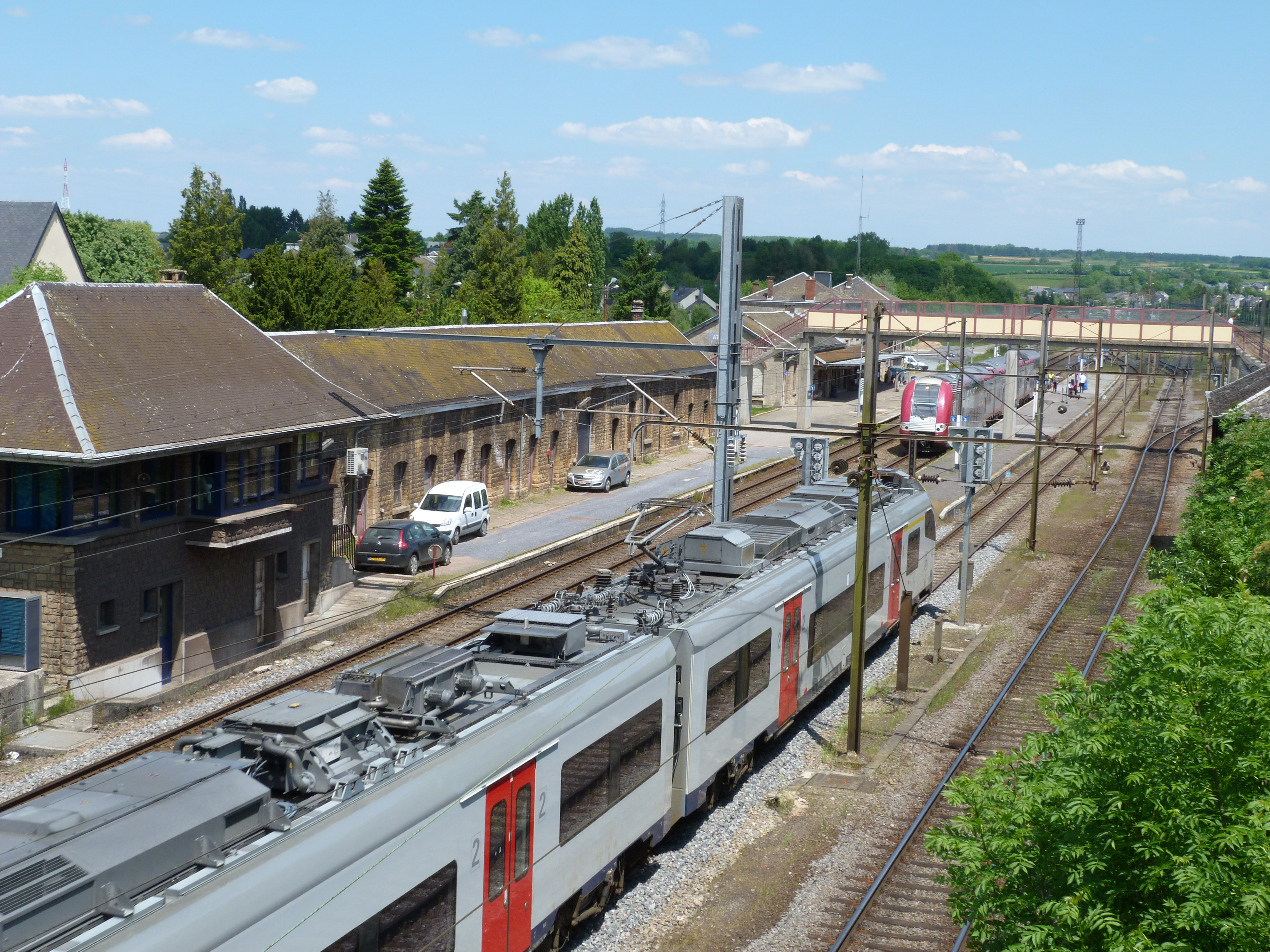
La gare d'Athus: un train belge « Desiro » reliant Libramont à Arlon et un train luxembourgeois des CFL en partance pour Luxembourg-ville via Pétange.

La commune et le village sont traversés sur l'axe est-ouest par la route nationale 88 qui relie Athus et le Luxembourg à l'est à Virton et Florenville à l'ouest. Sur l'axe nord-sud, la route nationale 81, qui démarre depuis la route nationale 4 à Arlon, croise l'autoroute E25 à Weyler et est prolongée par l'embryon d'autoroute A28 qui constitue un contournement et une ligne de démarcation entre les villages d’Aubange et Athus, quelques kilomètres avant l’entrée à Longwy en territoire français ou elle devient la RN 52 (vers Metz) ; ces routes font partie de la E411 depuis Weyler (Arlon).
Aubange se trouve à une trentaine de kilomètres de la ville de Luxembourg et de son aéroport.

#### Transports en commun
La ville d'Aubange dispose de trois gares sur son territoire : celles d'Athus, d'Aubange et d'Halanzy. Les gares d'Aubange-village, d'Halanzy et d'Athus sont desservies par la ligne 165 avec des trains effectuant la liaison Arlon-Libramont (toutes les heures pour les jours ouvrables, toutes les 2 heures les autres jours). Il existe aussi une liaison toutes les demi-heures réalisée les chemins de fer luxembourgeois vers Luxembourg-ville à partir d'Athus.
Le territoire de la ville d'Aubange est traversé par les lignes de chemin de fer suivantes :
- Ligne 165 de Libramont à Athus par Bertrix (moitié sud-est de la ligne Athus-Meuse)
- Ligne 165/1 d'Y Aubange à Aubange-frontière / Rodange-frontière (L) vers Bettembourg (L)
- Ligne 165/2 d'Aubange à Aubange-frontière / Mont-Saint-Martin-frontière (F) vers Longwy (F) (marchandises uniquement)
- Ligne 167 d'Arlon à Athus-frontière / Rodange-frontière (L) vers Bettembourg (L)

La ville est aussi traversée par plusieurs lignes de bus luxembourgeoises et du TEC notamment les lignes 72, 73, 75, 76, 85, 86, 16. La célèbre ligne 1011, la plus longue de Belgique entre Liège-Bastogne-Arlon et Athus, fut supprimée en septembre 2021 et remplacée par la ligne 69 qui relie Arlon à Liège sans passer par Athus.

## Sports et vie associative

### Sports

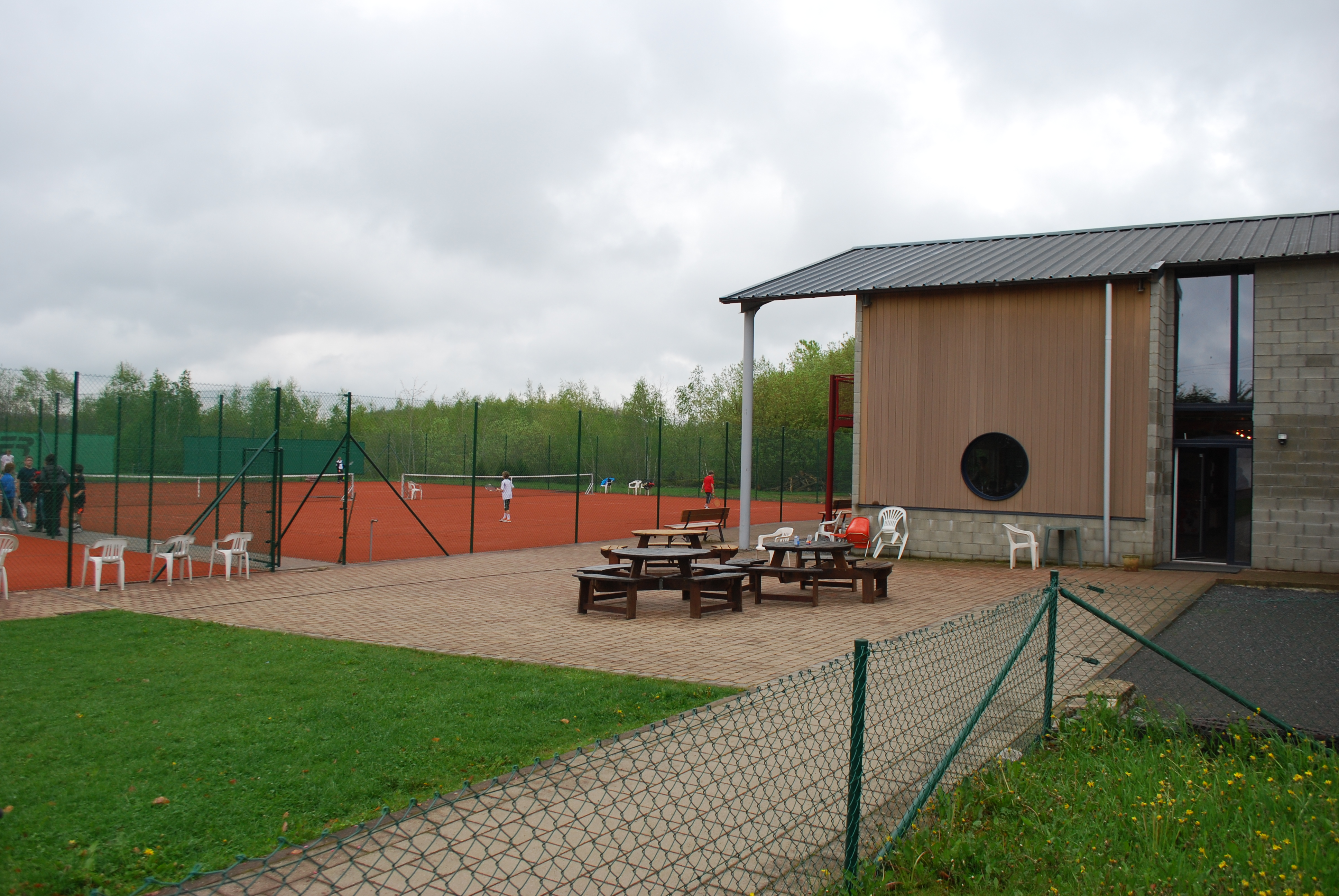
Le tennis Club d'Halanzy.

La ville compte plusieurs centres sportifs avec de nombreux clubs de différentes disciplines.
- À Athus :
  - Le complexe sportif du Joli-Bois (natation, basket-ball, volley-ball, football en salle, tir à l'arc et escalade) (rue de la Piscine) ;
  - Les installations Tennis Club Athusien (rue des Métallurgistes) ;
  - Les installations du Royal Sporting Club Athusien (football) (rue de France).

- À Aubange :
  - La salle de sport du Clémarais (volley-ball et foot en salle) ;
  - Les installations du Royal Étoile Sportive Aubange (football).

- À Halanzy :
  - Le Tennis Club d'Halanzy ;
  - Les installations du Royal Cercle Sportif Halanzy (football).

- À Rachecourt :
  - Les installations du S.C. Rachecourt (football).

## Les personnalités liées à la ville
- Athus
  - Albert Claude, (né le 23 août 1899  ‑ mort le 22 mai 1983), Prix Nobel de Médecine en 1974 y a passé son enfance.
  - Edmond Dune (1914 ‑ 1988), poète, écrivain.
  - Hubert Juin (1926 ‑ 1987), écrivain, poète, romancier et critique.
  - Jean Lebon (né le 3 janvier 1941  ‑ mort le 2 mai 1989), écrivain, critique littéraire, animateur radio, peintre.
- Aubange
  - Philippe Derlet, (né le 6 juin 1977), comédien, auteur de théâtre, metteur en scène…
  - Olivier Duroy (né le 23 juillet 1978), animateur radio sur NRJ Belgique.
  - Robert-Joseph Mathen (né le 30 décembre 1916  ‑ mort le 19 janvier 1997), 28e évêque du diocèse de Namur.
- Guerlange
  - Paul Mathieu, écrivain, poète, critique littéraire et enseignant, vit au village.